# Lịch sử Phật giáo

Bức ảnh này trích trong một chương về Ấn Độ trong cuốn Câu chuyện về các quốc gia của Hutchison, mô tả Ajatashatru đến thăm Đức Phật để giác ngộ tội lỗi của mình.

Phật giáo được Phật Thích Ca Mâu Ni (Shakyamuni Buddha) truyền giảng ở miền đông Ấn Độ vào thế kỷ 6 TCN. Được truyền bá trong khoảng thời gian 49 năm khi Đức Phật còn tại thế ra nhiều nơi đến nhiều chủng tộc nên lịch sử phát triển của đạo Phật khá đa dạng về các bộ phái cũng như các nghi thức hay phương pháp tu học. Ngay từ buổi đầu, Phật Thích Ca, người sáng lập đạo Phật, đã tổ chức được một giáo hội với các giới luật chặt chẽ. Nhờ vào sự uyển chuyển của giáo pháp, đạo Phật có thể thích nghi với nhiều hoàn cảnh xã hội, nhiều dạng người, nhiều tập tục ở các thời kỳ khác nhau, và do đó ngày nay Phật giáo vẫn tiếp tục tồn tại và ngày càng phát triển rộng rãi trên toàn thế giới, ngay cả trong các nước có nền khoa học tiên tiến như Hoa Kỳ và Tây Âu.

## Bối cảnh lịch sử
Miền Bắc Ấn Độ là dãy Himalaya cao lớn và dài tạo nên một hàng rào cô lập các vùng bình nguyên của xứ này với các vùng còn lại. Để liên lạc với bên ngoài thì chỉ có con đường núi xuyên qua Afghanistan. Nền văn hóa chính ngự trị thời bấy giờ là văn hóa Vệ Đà (Veda). Các bộ lạc du mục người Aryan đã mở mang và xâm chiếm các vùng lãnh thổ Tây Bắc Ấn và lan rộng ra hầu hết bán đảo Ấn Độ khoảng 1000 năm trước công nguyên
Văn hoá Vệ Đà nghiêng về thờ phụng nhiều thần thánh cũng như có các quan điểm thần bí về vũ trụ. Những sự phát triển về sau đã biến Vệ Đà thành một tôn giáo (đạo Bà La Môn) và phân hoá xã hội thành bốn giai cấp chính trong đó đẳng cấp Bà La Môn là giai cấp thống trị. Tư tưởng luân hồi cho rằng sinh vật có các vòng sinh tử thoát thai từ đạo Bà La Môn (hay sớm hơn từ tư tưởng Vệ Đà). Đạo Bà La Môn còn cho rằng tồn tại một bản chất của vạn vật, đó là Brahman (hay Phạm Thiên).
Tôn giáo gắn liền với nó là triết học phát triển mạnh tại Ấn Độ với sự xuất hiện rất nhiều hướng triết lý và cách hành đạo khác nhau và đôi khi chống chọi phản bác nhau. Trong thời gian trước khi Phật Thích Ca thành đạo, đã có rất nhiều trường phái tu luyện. Các xu hướng triết học lý luận cũng phân hoá mạnh như là các xu hướng khoái lạc, ngẫu nhiên, duy vật, hoài nghi mọi thứ, huyền bí ma thuật, tu khổ hạnh, tu đức hạnh, tụng kinh...

## Giai đoạn sơ khai và Giáo hội đầu tiên

### Giai đoạn sơ khai

Mảnh tiền bằng bạc của dòng Shakya (Thích Ca) (600–500 TCN)

Ngay sau khi thành đạo (vào khoảng giữa sau thế kỉ thứ 6 TCN - có tài liệu cho đó là vào năm 589 TCN theo Phật giáo Nam Tông hay năm 593 TCN theo Phật giáo Bắc Tông) thì Phật Thích Ca đã quyết định thuyết giảng lại hiểu biết của mình. 60 đệ tử đầu tiên là những người có quan hệ gần với Phật Thích Ca đã hình thành tăng đoàn (hay giáo hội) đầu tiên. Sau đó, những người này chia nhau đi khắp nơi và mang về thêm ngày càng nhiều người muốn theo tu học. Để làm việc được với một lượng người theo tu học ngày càng đông, Phật đã đưa ra một chuẩn mực cho các đệ tử có thể dựa vào đó mà thu nhận thêm người. Các chuẩn mực này phần chính là việc quy y tam bảo - tức là chấp nhận theo hướng dẫn của chính Phật, những lời chỉ dạy của Phật (Pháp), và cộng đồng tăng đoàn.

### Tổ chức đầu tiên
Trong thời đức Phật Thích Ca còn tại thế thì các tu sĩ Phật giáo được tập hợp trong tổ chức được gọi là Tăng đoàn, trực tiếp chịu sự hướng dẫn của Phật Thích Ca về giáo lý và phương cách tu tập. Tăng đoàn là tổ chức thống nhất, bình đẳng giữa mọi thành viên không phân biệt giới tính, tuổi tác, địa vị xã hội và có mục tiêu tối cao là đem lại giác ngộ cho mọi thành viên. Nhờ vào tổ chức có tính bình đẳng và qui củ nên Tăng đoàn tránh được nhiều chia rẽ.
Kỷ luật của giáo hội dựa trên nguyên tắc tự giác. Trong các kì họp, giới luật được nêu lên, sau đó thành viên tự xét và nhận vi phạm nếu có. Những điều lệ chính được đề cập là nhẫn nhục, hành thiện tránh ác, tự chủ và kiềm chế trong ăn nói và tinh tấn.
Ngoài những người xuất gia, Phật còn có rất nhiều đệ tử tại gia hay cư sĩ. Giới cư sĩ cũng được Phật thuyết giảng và ngược lại tham gia ủng hộ tăng đoàn về nhiều mặt..
Sau khi Phật nhập niết bàn thì Tôn giả Ma-ha-ca-diếp (Maha Kassapa) thay phần lãnh đạo giáo hội. Giáo hội giữ nguyên các hoạt động truyền thống của mình cho đến kì kết tập kinh điển lần thứ hai.

## Các Hội nghị kết tập kinh điển chính

### Kết tập lần thứ 1
- Lý do
  1. Khi Phật còn sinh tiền, các giảng thuyết đều chỉ truyền miệng. Phật lại tùy theo trình độ hiểu biết và khả năng hấp thụ để có lời giảng thích hợp. Các phương pháp dùng lại rất phong phú tùy theo hoàn cảnh và phương tiện. Do đó, sự dị biệt khó tránh khỏi trong các lời giảng.
  2. Ngay sau khi Phật nhập niết bàn, đã có các đệ tử cho rằng phải làm điều này, không làm điều nọ, không chịu ràng buộc tâm ý... Để tránh sự sai biệt, và bảo tồn các giáo pháp và luật lệ cho được toàn vẹn, Ma-ha-ca-diếp (Maha Kassapa) đã đề nghị kết tập và phân loại toàn bộ lời dạy của Phật lại thành kinh điển để tránh chia rẽ, sai lầm về giáo pháp[1].
- Diễn biến và kết quả

Cuộc kết tập lần I đã được tổ chức tại thành Vương Xá (Rājagaha), gồm 500 A-la-han Arhat. Được sự bảo trợ của vua A Xà Thế (Ajatasatru) là vua xứ Ma Kiệt Đà (Magadha. Thời gian: vào mùa Hạ năm Đức Phật Niết-bàn. Ngài Ưu Ba Ly (Upali) trùng tuyên Luật tạng trước, Ngài A Nan trùng tuyên Kinh tạng sau. Bộ luật được trùng tụng là: Bát thập tụng Luật. Lý do kiết tập: Tỳ kheo Bạt Nan Đà vui mừng khi nghe tin Đức Phật nhập niết bàn.
Phương pháp kết tập được kể lại bằng trí nhớ và cũng không có ghi thành văn bản. Những điều ghi nhận này sau đó được viết lại thành 4 bộ kinh:
1. Kinh Trường A Hàm (Digha agama)
2. Kinh Trung A Hàm (Majjhima agama)
3. Kinh Tăng Nhất A Hàm (Anguttara agama)
4. Kinh Tạp A Hàm (Samyutta agama)

Đây là các tài liệu cổ nhất có ghi lại cuộc đời của Phật và hoạt động của Tăng đoàn, đánh dấu bước đầu hình thành Kinh tạng và Luật tạng. Các bộ kinh văn trên cũng là căn bản cho Phật giáo nguyên thủy.

### Kết tập lần thứ II
- Lý do
  1. Sau 100 năm (đầu thế kỉ thứ 5 TCN) thì có nhiều người muốn thay đổi một số điều chi tiết trong giới luật. Đại hội kết tập lần thứ II cốt để bàn thảo về những thay đổi này.
  2. Đại hội còn nhằm mục đích ngăn không để các tư tưởng của các đạo khác thâm nhập vào giáo lý Phật giáo.
- Diễn biến và kết quả

Đại hội có 700 vị tỳ kheo, được tổ chức tại Vesali trong tám tháng dưới sự trợ giúp của vua Kalasoka. Trong đại hội những người không đồng ý với việc giữ nguyên giới luật ban đầu đã bỏ ra để tổ chức một hội nghị kết tập riêng và thành lập Đại chúng bộ (mahāsāṅghika). Số người còn lại vẫn tiếp tục kết tập kinh điển, sau đó hình thành Thượng tọa bộ (Theravada).

### Kết tập lần thứ III
Asoka (A Dục) là hoàng đế của đế chế Mauryan, ra đời khoảng năm 273 TCN. Trước khi trở thành Phật tử, ông có tính khí rất hung bạo, đã giết nhiều anh em của mình để cướp ngôi vua cũng như đã xua quân chiếm lãnh thổ Kalinga (ngày nay thuộc bang Orissa) phía Đông Ấn Độ. Nhưng ngay sau đó nhờ gặp được Sa di Nigrodha, ông theo Phật giáo cải hối và làm rất nhiều điều thiện, chống lại bạo lực. Ông là người có công lớn khuyến khích Phật giáo, xây dựng hàng chục ngàn chùa chiền, bảo tháp Phật giáo.
Đây là giai đoạn đánh dấu sự phát triển của Phật giáo ra ngoài lãnh thổ Ấn Độ. Nhiều đoàn truyền giáo đạo Phật đã được cử đến khắp nơi từ Âu sang Á, đến tận Hy Lạp, các nước tại Trung Á, Trung Đông, cũng như Trung Quốc, Miến Điện và Sri Lanka. Hiện còn một vấn đề đang được tranh luận là liệu đoàn thuyết pháp của vua Asoka đã đến được Việt Nam hay không. Câu hỏi này còn trông chờ vào việc tìm ra thêm các bằng chứng về khảo cổ ở Việt Nam. Ngoài ra, vua Asoka còn là người bảo trợ cho kì kết tập kinh điển lần thứ III.
Kết tập kinh điển lần thứ III và bản dịch tiếng Pali của toàn bộ Tam Tạng kinh
- Lý do: Trong thời gian vua Asoka trị vì vào giữa thế kỉ thứ 3 TCN, Phật giáo đã phát triển rộng ra nhiều nơi. Một điều tất yếu là có nhiều sự phân hóa ngay trong đạo Phật. Ngoại đạo trà trộn, sửa đổi Kinh Tạng, không giữ giới luật, cho nên vua A Dục đã cử hành cuộc kết tập lần này, viết bằng tiếng Pali trên lá bối.
- Diễn biến và kết quả: Hội nghị được chủ trì bởi Moggaliputta Tissa, khoảng 1.000 tì kheo ưu tú được cử đến. Hội nghị được tổ chức vào khoảng năm 225 TCN và kéo dài trong 9 tháng. Địa điểm kết tập là thành Pataliputta thuộc về đế chế Magadhan dưới sự khởi xướng và giúp đỡ của vua Asoka. Đây là lần đầu tiên Tam Tạng Kinh bao gồm Kinh tạng, Luật tạng và Luận tạng được hoàn thiện.

Cuối đại hội, Moggaliputta Tissa đã chỉ ra "Những Điểm Dị Biệt" (Kathavatthu) để bác bỏ luận thuyết không hợp lệ của một số bộ phái. Đại hội kết tập này có hạn chế là chỉ được sự công nhận về giáo pháp của tông phái Thượng tọa bộ, tông phái chiếm đa số lúc bấy giờ.

Sau đại hội, Tam Tạng kinh cùng với các chú giải được con trai vua Asoka là Mahinda đem tới Tích Lan. Các kinh điển này sau đó đã được dịch sang tiếng Pali và còn nguyên vẹn cho đến nay.

### Kết tập lần thứ IV

#### Đại hội tại Sri Lanka
Một đại hội của phái Thượng tọa bộ diễn ra vào khoảng năm 25 TCN tại chùa Thūpārama ở kinh đô Anuradhapura của Tích Lan. Cũng có thuyết cho rằng đại hội này diễn ra vào khoảng 400 năm sau khi Đức Phật qua đời và được vua Vattagàmani bảo trợ. Lại có thuyết nữa cho rằng Đại hội này diễn ra vào năm 232 TCN (năm Phật lịch 313) thời vua Devanampiya Tissa (trị vì: 307 TCN – 267 TCN, mất 267 TCN).
Thời gian kết tập là vào khoảng 400 năm sau khi Phật nhập Niết Bàn, do vua xứ Tích Lan là Vattagàmani hỗ trợ. Kì kết tập này đã đọc, hiệu đính và sắp xếp lại thứ tự của Tam Tạng kinh, cũng như dịch bộ kinh này sang tiếng Pali. Thuyết này được nhiều học giả công nhận chính là kết tập lần thứ IV của Thượng tọa Bộ (Theravada). Thành quả của cuộc kết tập này của phái Thượng tọa bộ là bộ kinh điển bằng tiếng Pali, được viết lên lá cọ và được truyền bá sang xứ của người Môn ở Myanmar, Thái Lan, Campuchia, Lào ngày nay.

#### Đại hội tại Kashmir
Vua Kanishka (Ca Nị Sắc Ca Vương) là tín đồ trung thành với Phật giáo, rất ưa được nghe giảng kinh văn nên thường mời nhiều vị cao tăng đến giảng kinh. Tuy nhiên, ông nhận thấy có rất nhiều sự khác biệt về các kiến giải trong Phật giáo nên khởi tâm bảo trợ cho kì kết tập lần thứ IV. Thời gian kết tập là vào khoảng 400 năm sau khi Phật nhập niết bàn (thế kỉ thứ 1). Địa điểm là vùng Kasmira miền Tây Bắc Ấn Độ. Vì mục đích muốn thống nhất các khác biệt và tránh sự trà trộn như các kết tập trước nên Đức vua Ca Nị Sắc Ca Vương ra lệnh tuyển chọn các vị đã chứng đạo quả nghiêm ngặt và đã chọn ra 500 vị A La Hán để kết tập Tam Tạng kinh và do Vasamitra (Bồ Tát Thế Hữu) chủ tọa với sự trợ giúp của Parsva (Hiếp Tôn Giả).
Sau khi kết tập, vua Kanishka đã ra lệnh khắc lại toàn bộ Kinh tạng, Luật tạng và Luận tạng lên trên những lá đồng, bảo quản tại một nơi cố định, không cho mang ra ngoài. Tuy nhiên, những di vật này đã bị thất lạc, nay chỉ còn phần thích luận A Tỳ Đạt Ma Đại Tỳ Bà Sa (Abhidharma Mahavibhasa sastra) mà Trần Huyền Trang đã dịch sang tiếng Hán, gồm hai trăm quyển.

### Các kì kết tập khác
Các lần kết tập còn lại đều là của riêng bộ phái Thượng tọa Bộ (còn gọi là Nam Truyền) tiến hành.
- Kết tập lần thứ V được tổ chức vào năm 1871, trong suốt 5 tháng tại thủ đô của Miến Điện lúc bấy giờ là Mandalay. Số người tham dự gồm 2.400 cao tăng dưới sự bảo trợ của vua Mindon. Kết quả là 3 tạng kinh được hiệu đính lại và đem khắc trên 729 phiến đá hình vuông cất vào trong chùa tháp Kuthodaw.
- Kết tập lần thứ VI bắt đầu ngày 17 tháng 5, nhân dịp lễ Phật Đản, năm 1954, trong suốt thời gian là 2 năm. Địa điểm kết tập là phía Bắc của Ngưỡng Quang (Yangon), trên núi Nghệ Cố. Dưới sự khởi xướng của Giáo hội Phật giáo Miến Điện và bảo trợ của chính phủ Miến Điện. Kết quả là sự tham khảo lại tất cả kinh điển của các nước Phật giáo Nam truyền, rồi đúc kết và đem xuất bản để truyền bá.

## Phật giáo suy tàn tại Ấn Độ
Sự suy tàn của đạo Phật tại Ấn Độ có thể đã bắt đầu từ thế kỉ thứ 7 và đạo Phật thực sự chính thức biến mất hoàn toàn trên đất Ấn từ cuối thế kỉ thứ 12. Mãi cho đến giữa thế kỉ thứ 20 thì phong trào chấn hưng Phật giáo tại Ấn mới chính thức bắt đầu trở lại.

Đại học Nalanda một trung tâm Phật giáo quan trọng ở Ấn Độ (bị phá hủy năm 1197)

### Sự phân hoá của Phật giáo
Từ thế kỉ thứ 7 trở đi, đạo Phật đã có nhiều phân hoá. Nhiều tông phái đã xuất hiện lại có đường lối dị biệt và nhiều lúc chia rẽ nhau. Thời gian đó, cũng là lúc ra đời các tông phái Mật tông. Các phái này đưa ra rất nhiều hình ảnh Bồ Tát và có nhiều hoạt động về hình thức tương tự với việc thờ cúng thần linh của Ấn giáo, do đó, ít nhiều đã làm lu mờ các điểm đặc thù của Phật giáo. Sự bao dung và tự do của Phật giáo cũng là một tiền đề cho sự suy tàn. Các vua trong nước Ấn mặc dù sẵn sàng nghe thuyết giảng Phật pháp nhưng vẫn không bỏ quên đạo Bà La Môn và không ngừng phát huy đạo này thay vì Phật giáo.

### Quan hệ với Ấn Độ giáo
Ấn Độ giáo (hay Bà La Môn) là một tôn giáo ra đời từ thế kỉ 15 TCN, với một điểm đặc thù là nó sẵn sàng tiếp thu các nguyên lý hay khái niệm của đạo khác. Trong số tín đồ Phật giáo có rất nhiều tu sĩ phát gốc từ đạo Bà La Môn nên các tư tưởng và nề nếp của Ấn giáo có ảnh hưởng ít nhiều đến đạo Phật. Mặt khác quan trọng hơn là việc Ấn giáo đã mặc nhiên thu nạp các tư tưởng của Phật giáo để làm thành tư tưởng Bà La Môn. (Trong đó có việc Phật Thích Ca Mâu Ni đã trở thành một vị tiên tri quan trọng của tôn giáo này). Những cuộc tự đổi mới của Ấn Độ giáo kể từ thế kỉ thứ 7 đã đem lại sinh khí cho tôn giáo này cũng như làm mờ nhạt dần hình ảnh Phật giáo. Sự pha trộn của các tư tưởng Phật giáo vào Ấn giáo sâu và rộng đến nỗi một người bình dân rất khó phân biệt được rõ ràng giữa Ấn giáo và Phật giáo. Mãi cho đến ngày nay, khi nghiên cứu về Phật giáo và Ấn giáo nhiều tác giả Tây phương vẫn còn bối rối khi phân biệt hai tôn giáo này. Ngoài ra, trong thời gian đó, với đặc tính dễ thích nghi và phù hợp với nhu cầu thờ phụng của người bình dân ở Ấn Độ, đạo Phật đã dần dà trở thành thứ yếu hay trở thành tôn giáo của tầng lớp trí thức.

### Chịu hủy diệt của Hồi giáo
Vào nửa cuối thế kỉ thứ 8, vua Al-Mahdi (775-785) của triều đại Hồi giáo Abbasad đã đem quân tấn công Ấn Độ. Họ đã phá hủy, cướp bóc các tài liệu, công trình, kiến trúc Phật giáo—trong đó quan trọng là trung tâm Phật học Valabhi (Valabhī). Mặc dù sau đó họ không tiếp tục bức hại Phật giáo, nhưng dầu sao đây cũng là bước đầu trong việc hủy hoại Phật giáo tại Ấn Độ, Afghanistan và Trung Đông. Đến năm 1178, quân đội Hồi giáo của Muhammad Ghuri đã tiến hành nhiều cuộc chinh phạt Ấn Độ. Hầu hết các công trình Phật giáo đã bị tiêu hủy. Vào năm 1197, trung tâm Phật giáo Nālandā bị hủy diệt hoàn toàn, kể cả các tăng sĩ. Vikramaśīla cũng bị chiếm năm 1203, chấm dứt hoàn toàn một thời đại lịch sử của Phật giáo tại Ấn Độ.

## Các bộ phái chính hiện nay

### Các nhánh chính
- Phật giáo Nguyên thủy (tiếng Pali: Theravada, tiếng Phạn: Sthaviravada), còn được gọi là Phật giáo Thượng tọa, Phật giáo Nam tông hay Phật giáo Tiểu thừa. Tông phái này hình thành ngay trong thế kỷ đầu tiên sau khi Thích Ca viên tịch. Chữ Theravada có nghĩa là "lời dạy của bậc trưởng thượng". Do đó nhiều sách còn gọi nhóm này là Trưởng Lão bộ. Tiểu thừa khác với Thượng tọa bộ (Theravada - Phật giáo nguyên thủy hay Trưởng lão bộ) vì Thượng tọa bộ được truyền tới Tích Lan và phát triển ở đó vào thế kỉ thứ 3 TCN (thời vua Asoka) khi chưa hề có các khái niệm Tiểu thừa và Đại thừa. Đến khi bộ phái Tiểu thừa hình thành ở Ấn Độ thì Thượng tọa bộ đã phát triển hoàn toàn độc lập ở Tích Lan. Chính xứ Sri Lanka là nơi bảo tồn được truyền thống của Phật giáo Nguyên thủy mặc dù đạo Phật tại đó là một kế thừa từ trung tâm Ấn Độ. Phật giáo ở Ấn Độ đã bị suy tàn và biến mất từ thế kỉ thứ 6 do sự lan rộng của Hồi giáo và Ấn Độ giáo. Do đó, Hội Phật giáo Thế giới (World Fellowship of Buddhists, WFB) đã quyết định xoá bỏ danh từ này vào năm 1950 vì nó hoàn toàn không liên quan tới đạo Phật hiện diện ngày nay ở Sri Lanka, Thái Lan, Miến Điện, Campuchia, Lào...

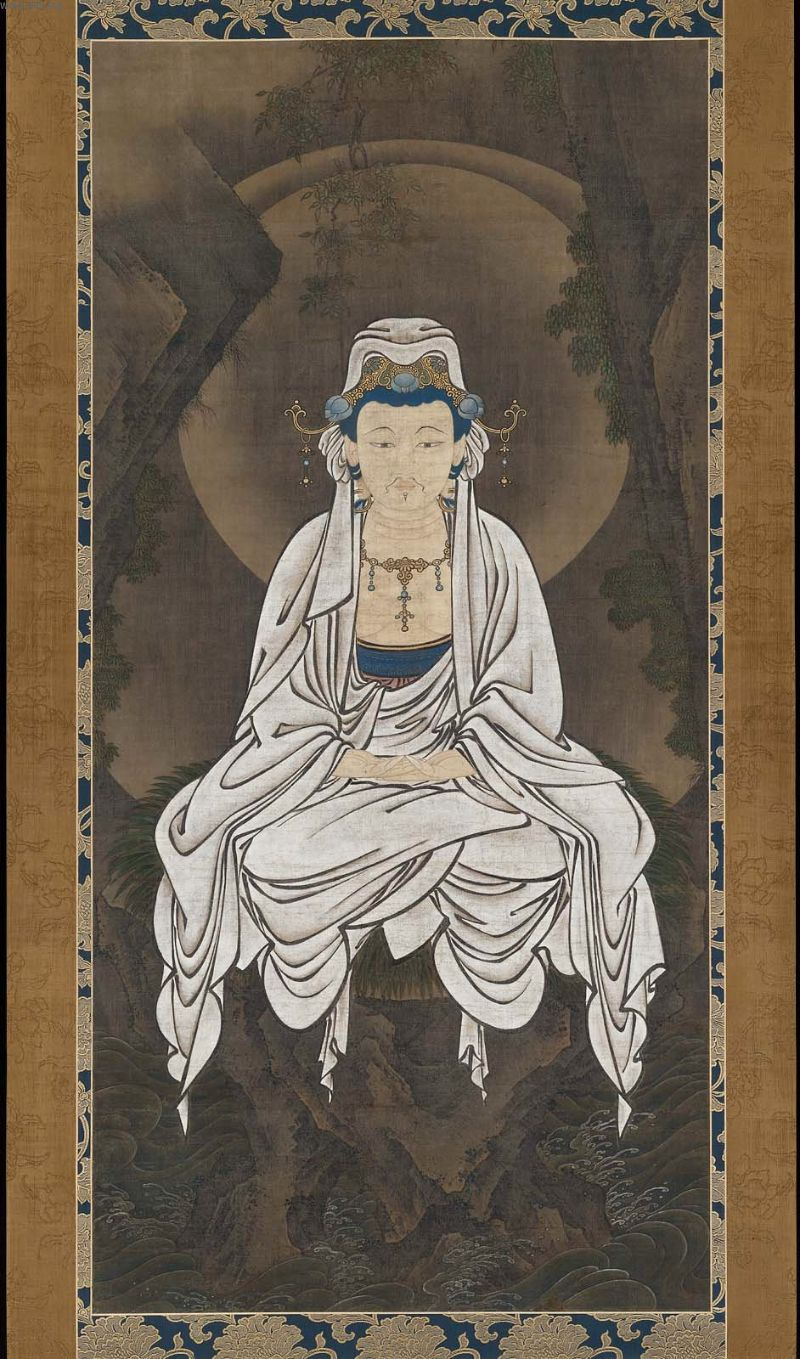
Quán Thế Âm Bồ Tát
Một hình ảnh tiêu biểu của tư tưởng Đại thừa ở các nước Đông Nam Á

- Phật giáo Phát triển (Mahayana), còn được gọi là Phật giáo Đại chúng, Phật giáo Bắc tông hay Phật giáo Đại thừa. Từ thế kỉ thứ 1 TCN các tư tưởng Đại thừa đã bắt đầu xuất hiện và thuật ngữ Mahayana, hay Đại thừa, chỉ thực sự có khi nó được đề cập trong bộ kinh Diệu Pháp Liên Hoa. Nói chung, tư tưởng Đại thừa có xu hướng rộng rãi và tự do hơn các phép tắc ràng buộc của Tiểu thừa (Hinayana). Đến thế kỉ thứ 3, khái niệm Đại thừa mới được xác định rõ ràng qua các trước tác của bồ tát Long Thọ trong Trung Luận (hay Trung Quán Luận), chứng minh tính không của vạn vật. Các ý này đã được Long Thọ khai triển. Bên trong Đại thừa, lại có các trường phái khác như là Trung quán tông, Duy thức tông.
- Phật giáo Mật tông (Vajrayana), còn gọi là Phật giáo Tây Tạng, Phật giáo Kim cương thừa, Phật giáo Chân ngôn. Mật tông thường có khuynh hướng giữ bí mật các thông tin nên khó xác định được chính xác thời điểm ra đời của tông phái này. Mật tông xuất hiện vào khoảng thế kỉ thứ 6, hay chắc chắn hơn là thế kỉ thứ 7. Mật tông có rất nhiều pháp môn thực hành được gọi là các phương tiện hay phương tiện thiện xảo, trong đó bao gồm Mạn đà la, Chân ngôn, Ấn, Thần thể, Ngũ trí như lai (Dhyani-Buddha), Chủng tử, Đại thủ ấn, Kim cương chử và Kiền trùy (Ghanta - chuông nhỏ). Khối lượng kinh điển Mật tông rất khổng lồ và chưa được biết hết. Trong đó, cần kể đến Đại Nhật kinh, Kim Cương Đỉnh kinh, Tô Tất Địa kinh, Du kỳ kinh, Yếu lược niêm tụng.

### Các tông phái khác
- Tịnh Độ tông hay Tịnh thổ tông (淨土宗), còn gọi là Liên tông xuất hiện vào giữa thế kỉ thứ 4 từ sự truyền bá của nhà sư Huệ Viễn. Tư tưởng về Tịnh Độ đã có sẵn trong Phật giáo Ấn Độ nhưng tới khi sang Trung Hoa, nó đã phát triển thành một tông phái lớn của Đại thừa.
Kinh điển phái này phần chính là các kinh Vô Lượng Thọ, Quán Vô Lượng Thọ, kinh A Di Đà, cộng với luận Vãng sinh Tịnh độ. Phương pháp tu học có 3 nguyên tắc: Tín, Nguyện và Hành. Đây là một trong các tông phái tương đối dễ tu học nên ở Đông và Nam Á có rất nhiều Phật tử trong vùng theo tông này, nhất là những người lớn tuổi.
- Thiền tông (禪宗, Zen). Thiền là phương pháp tu tập có từ khi Thích Ca truyền giảng. Tông phái này được Bồ Đề Đạt Ma đem sang Trung Hoa vào đầu thế kỉ thứ 6. Đến đầu thế kỷ thứ 8 thì Thiền tông đã thực sự phát triển và lớn mạnh sâu rộng hơn các tông phái khác. Thiền tông cũng thường được xem là một nhánh của Đại thừa. Tuy nhiên, phương cách tu học được nhấn mạnh là việc tự nỗ lực để phá bỏ các định kiến chấp trước, các kinh nghiệm hay lề lối suy diễn cũ của bản thân để trực tiếp chứng nghiệm chân lý. Do sự lớn mạnh đặc biệt, Thiền tông còn được chia ra thành nhiều tông phái nhỏ, quan trọng nhất là Lâm Tế tông và Tào Động tông.
- Ngoài ra các bộ phái khác tầm mức nhỏ hơn đáng kể là Luật tông (Vinaya), Duy Thức tông, Thiên Thai tông, Hoa Nghiêm tông hay Hiền Thủ tông, Thành Thật tông và Chân Ngôn tông.

## Các di tích và trung tâm Phật giáo

### Ấn Độ

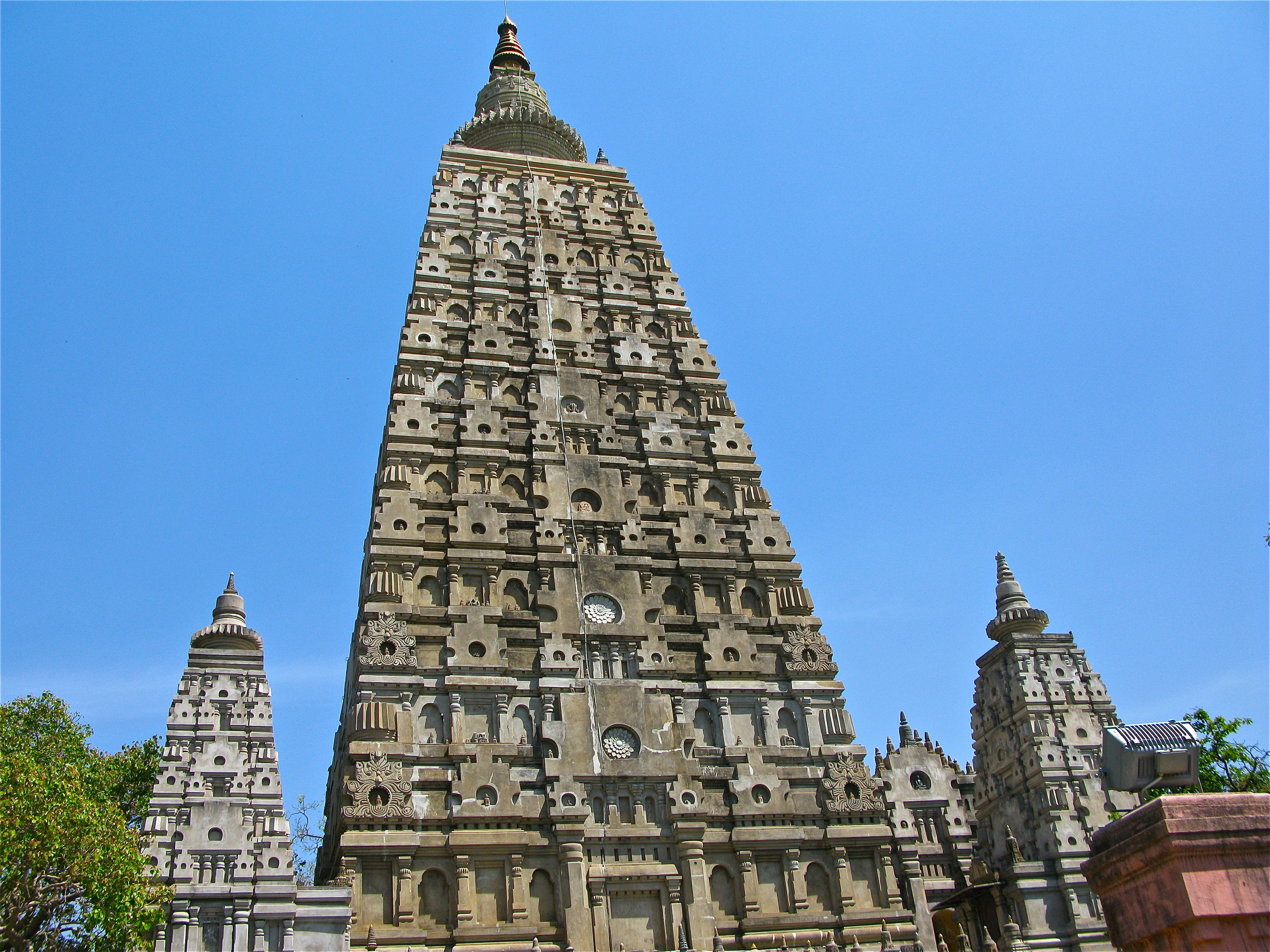
Đại tháp Giác Ngộ tại thánh địa Bodh Gaya

Là cái nôi đầu tiên của Phật giáo. Các trung tâm Phật giáo đã ra đời ngay từ thời Phật Thích Ca Mâu Ni truyền đạo và phát triển mạnh vào thời vua Asoka. Ngày nay, những di tích quan trọng ở Ấn Độ là:
- Bồ-đề đạo tràng (BodhGaya): Đây là nơi mà Phật Thích Ca đã ngồi thiền và thành đạo. Alexander Cunningham và các cộng sự đã tìm ra các chứng tích về các cột trụ của đạo tràng này vào thập niên 1880. Tháp Bồ Đề ngày nay được dựng lại từ thế kỉ thứ 7. Bodh Gaya cách thành phố Gaya 12 km bằng đường bộ. Người ta có thể đến đó qua ngõ Gaya bằng đường hàng không hay dùng xa lộ Deli-Calcuta.
- Vườn Lộc Uyển hay Sarnath, còn gọi là Mrigadava: Đây là nơi mà Phật bắt đầu thuyết giảng giáo lý cho 5 anh em Kiều Trần Như (vườn Lộc Uyển). Di tích còn sót lại là tháp Dhamekh được xây vào triều đại Gupta thế kỷ thứ 6 trước Công nguyên. (Chữ Phạn dharmekh nghĩa là chánh pháp.)
Sarnath chỉ cách Varanasi ở Uttar Pradesh khoảng 8 km và có thể đến đó từ Varanasi bởi đường hàng không, hay xe lửa.
- Kusinagara: Đây là nơi mà Phật nhập niết bàn. Qua các khai quật thì người ta đã tìm thấy được các mảnh vỡ của các tượng phật và các cột trụ mà vua Asoka đã xây dựng. Nơi này ngày nay là Kasia, thuộc về Deoria của bang Utta Pradesh.
- Trung tâm Phật giáo Nalanda: Đây là trường đại học Phật giáo đầu tiên trên thế giới. Nalanda nằm cách Patna 90 km. có thể đến Patna bằng đường hàng không hay đường bộ. Sau đó có thể đến Nalanda bằng đường tàu hoả. Trạm Nalanda nằm trên nhánh đường của Bhaktiyarpur-Rajgir trong phần Eastern Railway. Hoặc từ Patna, có thể dùng xe bus để đến Nalanda.

### Sri Lanka (Tích Lan)

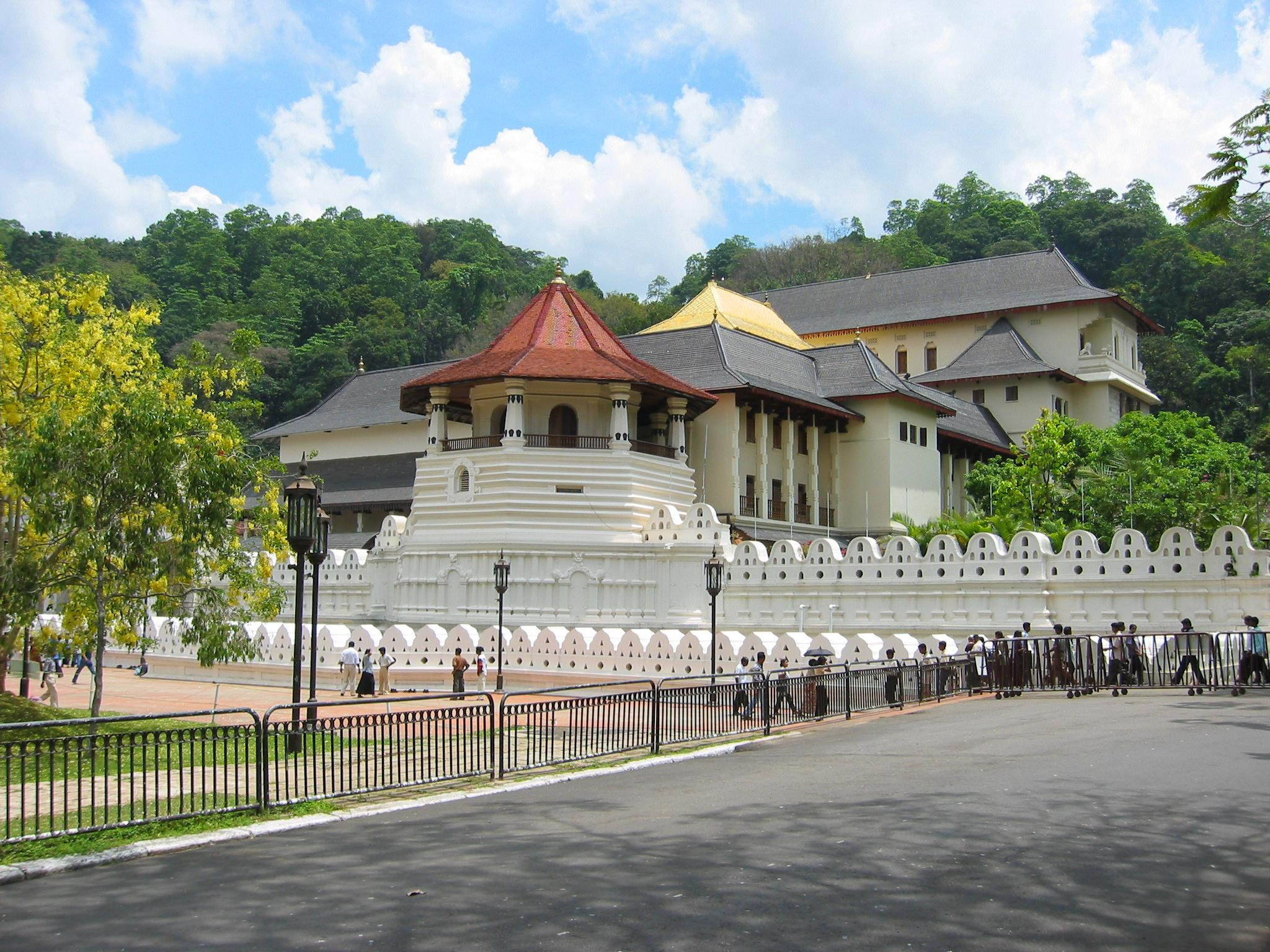
Chùa Kandy, Sri Lanka, tương truyền là nơi chứa xá lợi răng Phật.

Ở Sri Lanka có rất nhiều các di tích Phật giáo. Quan trọng nhất bao gồm.
- Anuradhapura: Đây là cố đô của Sri Lanka (thời ấy có tên là Tích Lan, hay Ceylon) có rất nhiều di tích Phật giáo. Trong số đó, đáng chú ý là:

Cây bồ đề được chiết cành từ cây bồ đề gốc nơi mà Phật Thích Ca đã thành đạo. Cây này có tuổi thọ hơn 2100 năm. Cây bồ đề chính ở Ấn đã bị hủy hoại. Hầu hết các nhánh bồ đề hiện tại chiết ra về các nơi khác trên thế giới đều chỉ xuất phát từ cây bồ đề con này.
Đền Thuparama, đây là một trong những ngôi đền cổ nhất của Phật giáo tại Sri Lanka, xây dựng vào thế kỉ thứ 3 TCN dưới triều đại vua Devanmpiyatissa. Đền này có đặt một mảnh vụn xương vai phải của Phật. Ngôi đền đã được trùng tu và xây lại nhiều lần. Ngôi đền hiện tại là phiên bản năm 1862.
Khu đền Ruvanveli đã được xây cất bởi vua Dutugemunu vào thế kỉ thứ 2 TCN. Đây là một kiến trúc khổng lồ cao 103 mét và chiếm chu vi 286 mét. Khu di tích này được được phát hiện vào đầu thế kỉ 20 và được phục chế theo đúng kích thước ban đầu.
Anuradhapura, cách Colombo 250 km về phía bắc. Từ Colombo có nhiều chuyến xe buýt Colombo-Anuradhapura mỗi ngày. Phương tiện tàu hoả từ Colombo đến Anuradhapura cũng có.
- Tượng Phật ngồi thiền Lord Buddha tìm thấy ở Polonnaruwa. Tượng được tạc vào thành núi đá bằng granit vào thế kỉ thứ 12 cao 14 mét. Gần đó, cũng có hai khối tượng hình sư Anan đứng khoanh tay bên cạnh Phật Thích Ca tịch diệt trong tư thế nằm. Polonnaruwa nằm ở phía Đông Sigiriya, tốn chừng 1,5 giờ đi xe buýt.
- Quần thể tượng và tranh Phật trong các hang động ở Dabulla. Đây là nơi trú ẩn của vua Valagam Bahu ở thế kỉ thứ 1 TCN. Tổng cộng hơn 80 hang động đã được các sư thời đó dùng để tọa thiền. 5 trong tổng số các hang này có nhiều tượng và tranh Phật được kiến tạo vào thời gian đó. Dambulla nằm cách Kandy 72 km về hướng bắc và cách Anuradhapura 64 km về hướng đông nam trên đường nối hai thành phố này. Từ đường cái người ta phải đi bộ lên cao 150 mét qua các bậc đá trọc. Nên mang theo dù khi thăm viếng.

### Nepal

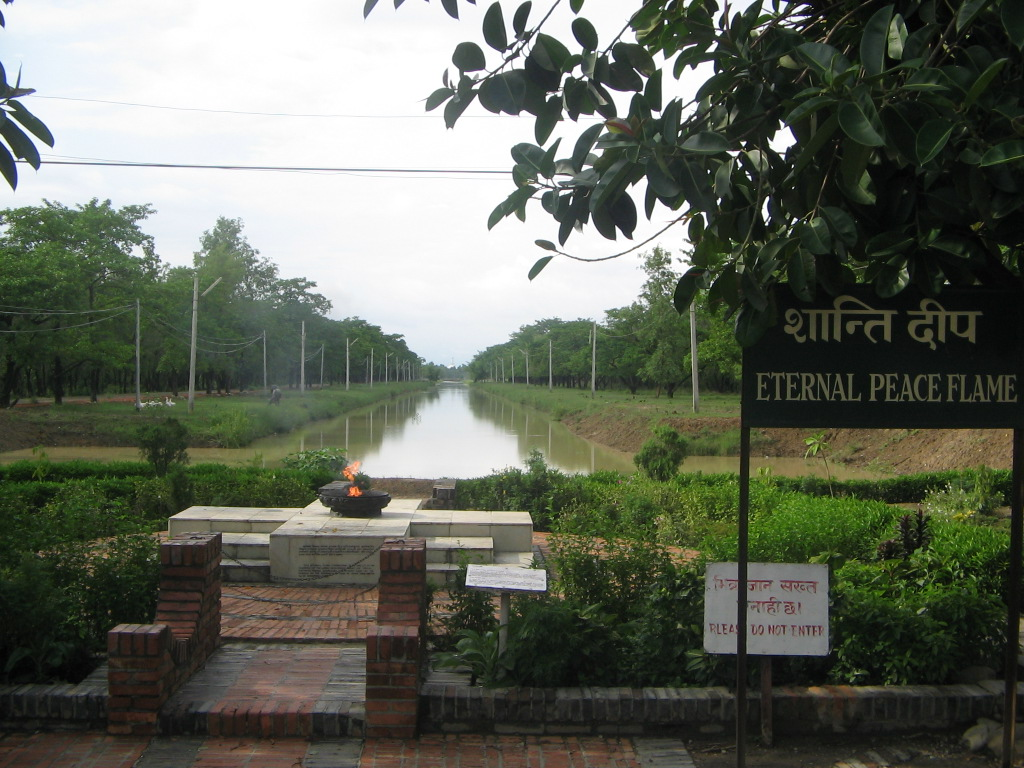
Thánh địa Lumbini

Nepal cũng có nhiều trung tâm Phật giáo quan trọng như:
- Lâm Tỳ Ni (Lumbini) là nơi Phật Thích Ca ra đời. Vùng di tích tìm thấy ở hướng Tây Nam là một đồng bằng ở chân của rặng núi Churia (xem thêm bản đồ trong bài Phật Thích Ca Mâu Ni). Trước đây người ta không xác định được địa danh này. Mãi đến 1 tháng 12 năm 1886, nhà khảo cổ người Đức Dr. Alois A. Fuhrer mới tìm thấy cột tháp của vua Asoka ghi lại làm xác nhận nơi ra đời của Phật Thích Ca Mâu Ni.
Để đến Lumbini, dùng đường hàng không từ Kathmandu tới Bhairawa. Từ nơi này có các loại xe buýt hay taxi đưa đến Lumbini cách đó 22 km.
- Kathmandu: Đây là thành phố mà có khoảng 1/3 số người theo Phật giáo. Đáng để ý có:

Tháp Swayambhunath (có nghĩa là "tự tại") ở Kathmandu. Nằm về phía tây của trung tâm thành phố. Tháp này đã có 2000 năm tuổi. Tháp này nằm trên đỉnh của một đồi cao 77 mét và có 350 bậc thang đi bộ. Đỉnh tháp là các khung thiếp vàng của các mắt Phật nhìn về bốn phía. Giữa hai mắt thường có thêm mắt thứ 3 tượng trưng cho khả năng thiên nhãn thông.
Tháp Bodhnath (hay Boudhanath) ở Kathmandu. Đây là tháp lớn nhất Nam Á cách 5 km về phía đông của Katmandu. Đây được xem là trung tâm Phật giáo Tây Tạng quan trọng nhất bên ngoài Tây Tạng. Trong khuôn viên của tháp có 35 thiền đường. Tháp có thể được xây vào thế kỉ thứ 14.
Có một ít đường bay đến Kathmandu. Sân bay quốc tế ở đó là Tribhuvan.

### Afghanistan (A Phú Hãn)

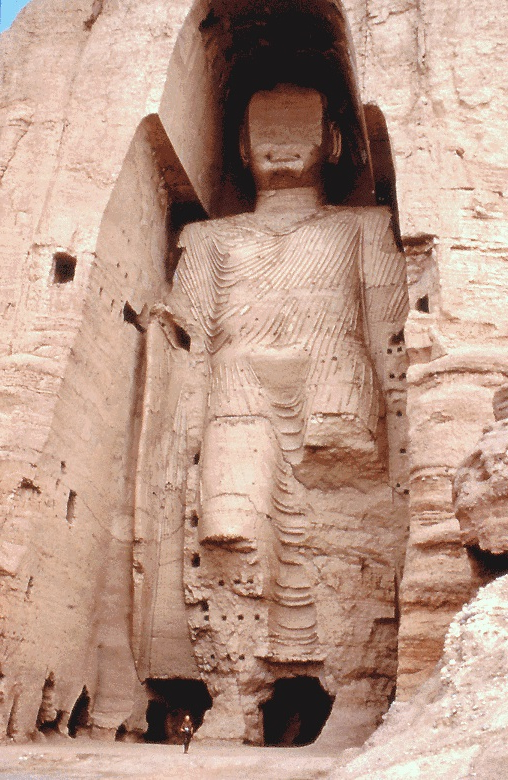
Tượng Phật tạc vào núi đá khổng lồ ở Bamiyan

Afghanistan nằm trên con đường tơ lụa (the Silk Road), đường bộ huyết mạch giao thương Á-Âu trong lịch sử loài người. Đạo Phật trước khi truyền sang Trung quốc cũng đã lan đến xứ này từ rất sớm, khoảng thế kỉ thứ 2 TCN. Vua Kaniska, một Phật tử, đã cai trị Afghanistan từ thế kỉ thứ 1 TCN. Đến thế kỉ thứ 3, thời đại vua Asoka, thì Phật giáo ở đây trở nên hưng thịnh. Một trung tâm Phật giáo quan trọng hình thành vào cuối thế kỉ thứ 1 tại nơi này là Gandhara.
Grandhara là một trung tâm Phật giáo rất lớn. Nghệ thuật Phật giáo ở đây đã đạt đến đỉnh cao. Các thành phố chính của văn minh Granhara bao gồm Zaranj, Bamiyan, Paktia, Kabul, Zabul, và Peshawar. Một trong những công trình nghệ thuật Phật giáo tiêu biểu là các tượng Phật tạc vào núi đá khổng lồ ở Bamiyan. Các công trình này được xây dựng khoảng thế kỉ 2-5. Pho tượng lớn nhất cao khoảng 52 mét (pho nhỏ hơn cao 35 mét). Nghệ thuật này chịu ảnh hưởng kiến trúc văn hoá của Hy Lạp, Ba Tư, Trung và Nam Á. Công trình đã bị phá hủy một lần bởi Hephthalites (White Huns, Yanda, 厌哒) vào thế kỉ thứ 6. Lần đó, pho tượng lớn nhất vẫn còn. Sau đó, các tượng đã bị chính quyền Hồi giáo cực đoan Taliban phá hủy hoàn toàn vào tháng 3 năm 2001.
 Ngoài ra, trong năm 1994 thì thư viện quốc gia Anh công bố tìm được một di chỉ kinh Phật cổ lấy từ Grandhara bao gồm nhiều mảnh gốm. Tiếp sau đó, Đại học Washington (Hoa Kỳ) vào tháng 8 năm 2002 cũng tìm được thêm 8 mảnh vỡ của cùng một di chỉ này. Việc nghiên cứu giải mã nội dung đã được tiến hành trong nhiều năm qua và đang được xuất bản từ từ.

### Tây Tạng

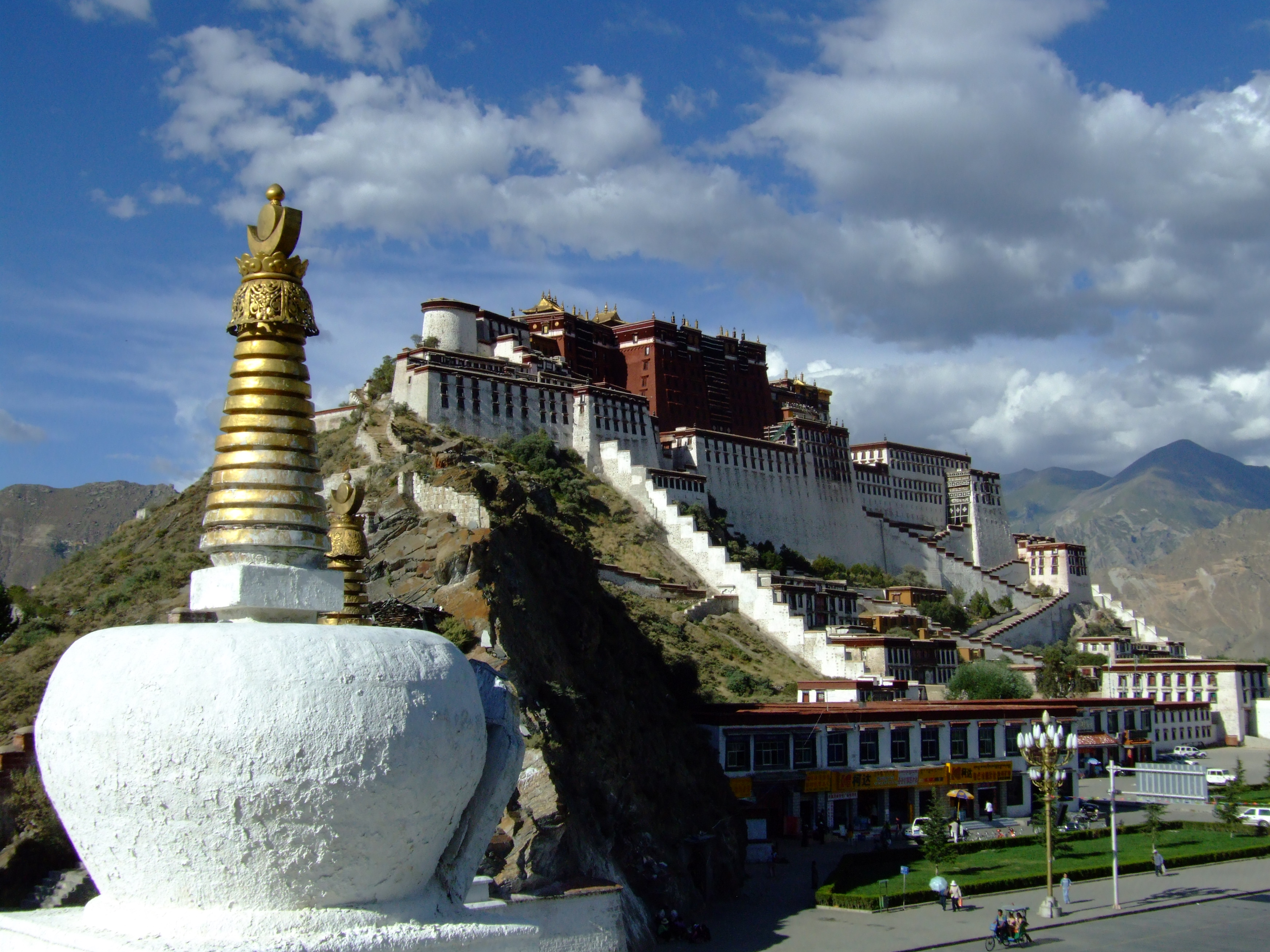
Cung điện Potala, nơi từng là chỗ ở của Đạt Lai Lạt Ma

Tây Tạng là quốc gia mà trước khi bị Trung Quốc chiếm (1951) có hơn 99% dân số theo Phật giáo mà đa số là Mật tông. Thủ đô Tây Tạng là Lhasa và cũng là trung tâm Phật giáo quan trọng. Sau khi bị chiếm đóng, hàng chục ngàn chùa chiền bị tiêu hủy và rất nhiều di sản quý liên quan tới Phật giáo ở đây bị cướp phá nghiêm trọng. Số di tích còn sót lại hiện nay thuộc về thành phố Lhasa
Lhasa Thành phố ở độ cao gần 3700 mét này có từ thế kỷ thứ 7 và ngay từ khi thành lập nó đã dung nạp Phật giáo. Hai địa danh còn giữ lại và được chính quyền Trung Quốc trùng tu cho mục tiêu du lịch là đền Jokhan và điện Potala
Chùa Jokhan (hay Đại Chiêu) ngày trước là trung tâm của bộ phái Shakya (Thích Ca) thuộc Mật tông. Trên đỉnh chùa có hình tượng bánh xe Pháp Luân. Ngôi chùa là một công trình kiến trúc khổng lồ với 3 tầng bên trong phủ đầy bởi các tượng Phật. Đáng kể nhất là tượng Jowo Shakya (Phật Thích Ca khi 12 tuổi). Nơi này là trung tâm cho hàng trăm ngàn người Tây Tạng đến hành hương.
Điện Potala, nghĩa là "thánh địa Phật giáo", là nơi mà các Dalai Lama trú ngụ. Đây là một biểu tượng của Phật giáo Tây Tạng. Điện này được xây cất từ thế kỉ thứ 7. Dáng hiện tại của nó là kiến trúc đã trùng tu vào thời gian của Dalai Lama thứ 5. Điện này có 13 tầng cao 117 mét gồm gần 1000 phòng là nơi làm việc ngày xưa của chính quyền Tây Tạng.

### Miến Điện
Miến Điện, nay là Myanmar, là một quốc gia mà Phật giáo đã truyền đến rất sớm. Phật giáo là quốc giáo của xứ này. Truyền thuyết cho rằng Phật giáo đã du nhập xứ này từ khi Phật Thích Ca còn sống. Hiện tại đa số Phật tử theo Thượng tọa bộ.

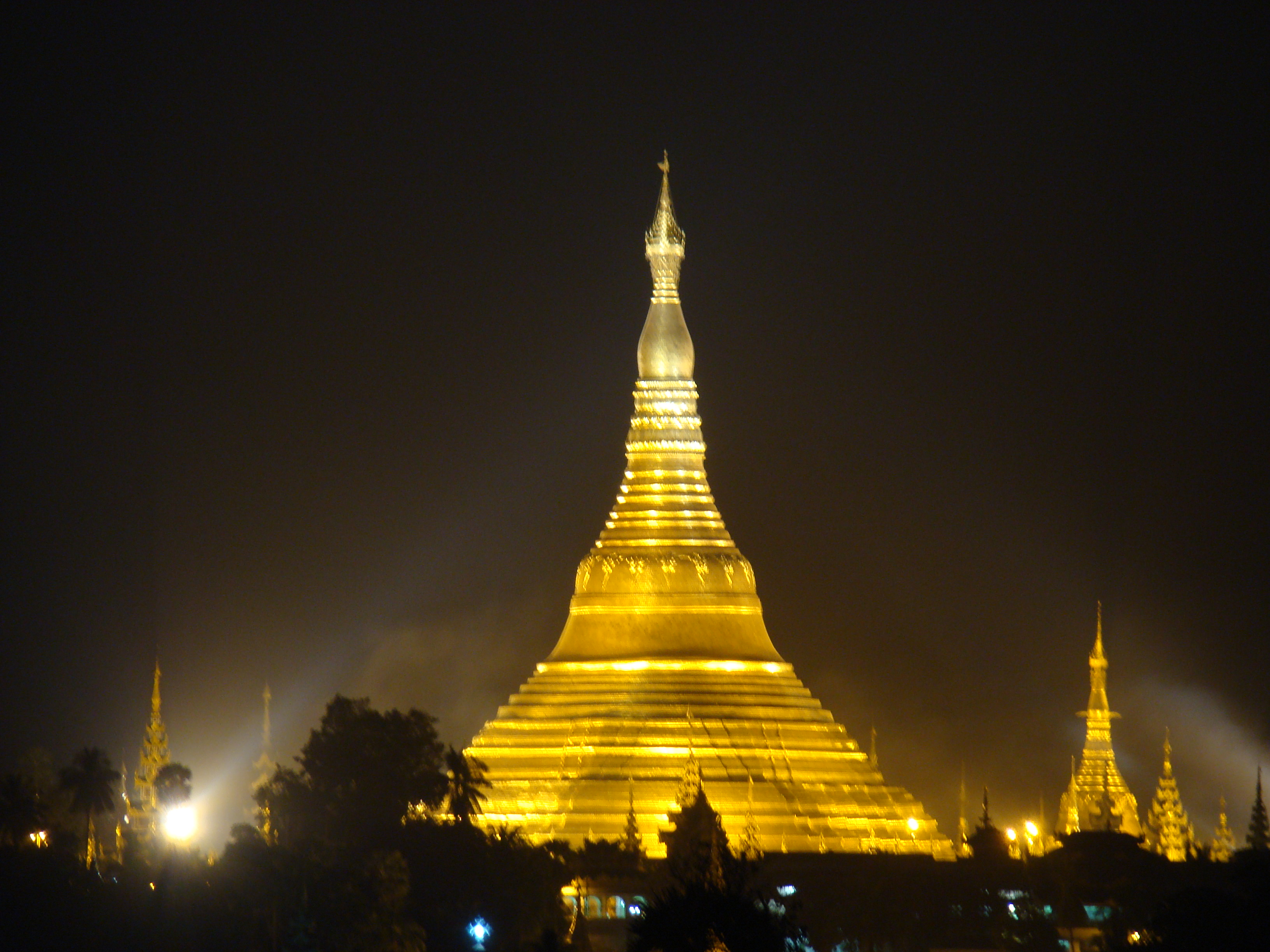
Tháp Shwedagon tại Yangon Myanmar, toàn thân tháp được dát vàng ước lượng lên đến 30 tấn

- Yangon (hay Rangoon) và vùng phụ cận. Đây là trung tâm Phật giáo lớn còn giữ lại được rất nhiều đền đài, trong đó có:
  - Tháp Shwedagon: Ngôi đền lớn nhất tại đây, toàn bộ được dát vàng và trang trí rất nhiều gỗ, đá quý. Chu vi của ngôi tháp là 1.420 feet và cao 326 feet. Xung quanh có 64 đền nhỏ. Truyền thuyết cho rằng đền này có hơn 2500 năm, được xây từ thời Phật Thích Ca còn tại thế. Độ cao nguyên thủy của ngôi đền là 66 feet nhưng sau nhiều lần trùng tu nó đã đạt được độ cao hiện tại.
  - Tháp Sule: Theo truyền thuyết, đây là nơi cất giữ 8 sợi tóc của Phật Thích Ca Mâu Ni tặng cho 2 đệ tử mang về đất nước Miến Điện. Tháp có tiết diện dạng bát giác, nhìn xa gần giống như một cái chuông đặt úp, cao 152 feet, lần cuối cùng nó được trùng tu vào thập niên 1880.
  - Đền Botataung (nghĩa là "một ngàn sĩ quan") được xây dựng gần như cùng lúc với đền Shwedagon. Đền cao 132 feet dùng thờ tóc Phật.
- Thành phố Bago, 80 km bắc Yangon là nơi đóng đô của 42 vị vua triều đại Bago. Nơi này có những di tích quan trọng là:
  - Tượng đài Kyaik Pun được ghép từ 4 hình tạc Phật khổng lồ nhìn về 4 hướng. Nằm gần dường nối Yangon-Bago. Tượng đài được xây bởi vua Zedi năm 1467 chưa bị huỷ hoại.
  - Chùa Shwemawdaw, đây là chùa cổ nhất Bago có hơn 1000 năm tuổi, cao 114 mét và có thờ hai cọng tóc Phật trong bảo tháp.
- Trung tâm Phật giáo Bagan, hay pagan. Thành phố cổ này thuộc miền Trung Miến Điện nằm về phía tả ngạn sông Irrawaddy. Đây là nơi được các nhà khảo cổ cho là có nhiều di chỉ nhất thế giới mà chính yếu là di chỉ Phật giáo. Các vua ở nơi đây từ thế kỉ 11 tới thế kỉ 13 đã cho xây hàng ngàn chùa tháp. Anawrahta (1044-1077), vị vua đầu tiên, đã trở thành một Phật tử phái Thượng tọa bộ sau khi hành hương đến Tích Lan và ông đã chuyển xứ Bagan theo Phật giáo. Đến năm 1287 thì triều đại này sụp đổ bởi quân Mông Cổ và thành phố Bagan bị xoá sổ.
Nhiều đền đài ở đây đặc trưng cho các kiến trúc Phật giáo. Tháp Shwezigon, tháp duy nhất phủ vàng, đã trở thành kiểu mẫu cho nhiều đền tháp sau này.
  - Đền Ananda, đây là một trong những ngôi đền còn nguyên vẹn nhất được xây bởi Kyansittha vào năm 1090. Nó là biểu tượng cho năng lực trí huệ vô biên của Phật. Ngôi tháp ở trung tâm khu đền có mặt cắt ngang hình vuông, độ cao 175 feet. Trong trung tâm của khối là 4 ảnh Phật cao 31 feet quay về bốn hướng chính: Kakusanda (Phật Câu Lưu Tôn) hướng Bắc, Konagamana (Phật Câu Na Hàm Mâu Ni) hướng Đông, Kassapa (Phật Ca Diếp) hướng Nam và Gotama (Phật Cồ Đàm) hướng Tây.
  - Tháp Maha Bodhi, đây là ngôi tháp rập lại theo khuôn mẫu của tháp Bodhgaya và đã được đặt cùng tên "Bồ Đề Đạo Tràng" được xây vào triều vua Nadaungmya (1211-1234). Tương truyền, chính những người thợ xây tháp này đã được gửi sang Ấn Độ để phục hồi lại ngôi bảo tháp nguyên thủy Bodh Gaya.
  - Ngoài ra nơi đây còn có các tháp Bupaya (850), Nathlaung Kyaung (931), Nga-kywe-na-daung (khoảng thế kỷ thứ 9), Shwezigon Paya (cuối thế kỷ 11), Pahtothamya...

### Trung Hoa

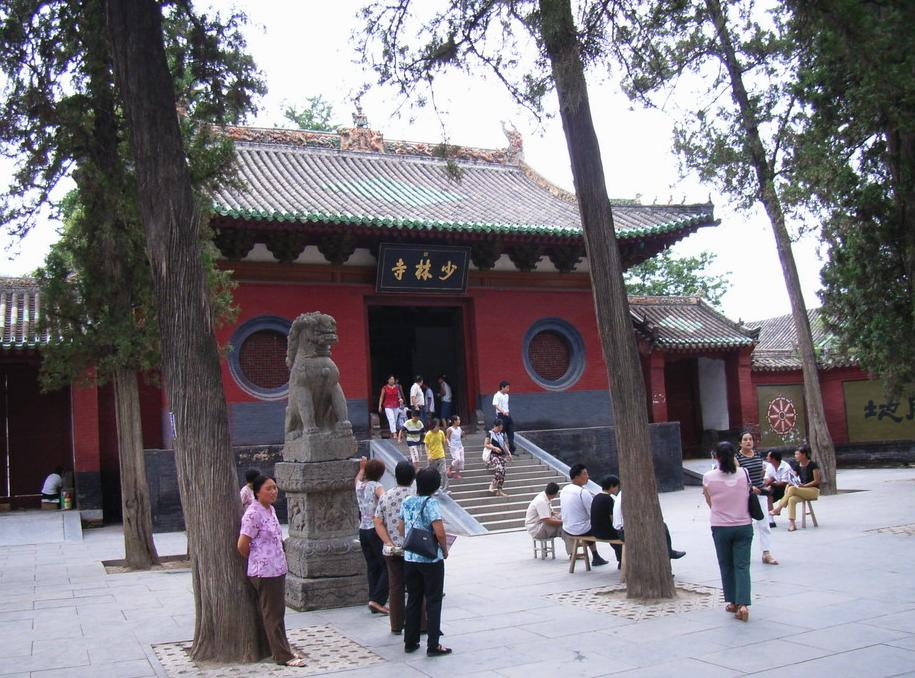
Chùa Thiếu Lâm (Thiếu Lâm Tự), nơi khởi nguồn của Thiền tông Trung Hoa và bộ môn kungfu Thiếu Lâm

Phật giáo phát triển rất sớm ở Trung Hoa. Do địa bàn rộng lớn nên có nhiều di tích liên quan đến lịch sử Phật giáo. Đáng kể là:
- Chùa Thiếu Lâm (少林寺 - Thiếu Lâm tự), được xây khoảng năm 540. Nơi đây, sơ tổ phái Thiền tông Trung Hoa là Bồ Đề Đạt Ma (Bodhidharma) đã trụ trì và truyền đạo cho Huệ Khả cũng như dạy võ tăng cường sức khoẻ cho những người phụ việc dịch kinh Phật trong chùa. Chùa xây trên một phần rừng còn lại sau khi cánh rừng này đã bị cháy (Thiếu Lâm có nghĩa là rừng non) trên núi Tung Sơn (嵩山) tỉnh Hà Nam của Trung Quốc ngày nay. Ngôi chùa nguyên thủy đã bị phá hủy hoàn toàn trong thời gian nội chiến giữa quân đội Tưởng Giới Thạch và Mao Trạch Đông. Trước đó, chùa đã bị đốt cháy nhiều lần do chiến tranh.
- Nga Mi Sơn (峨眉山) ở phía Nam tỉnh Tứ Xuyên, dãy núi này có đến hàng trăm ngôi chùa, và chùa lớn nhất kiến trúc bằng gỗ là Báo Quốc được xây vào thế kỷ 16. Phật giáo truyền tới Tứ Xuyên từ thế kỉ thứ 1. Truyền thuyết cho rằng núi Nga Mi là nơi tu luyện của Phổ Hiền Bồ Tát. Pho tượng Phật lớn nhất thế giới cũng ở tại đây, nó được đục vào trong núi Lạc Sơn (樂山) cao 71 mét được bắt đầu khởi công năm 713 và xong năm 803 (90 năm).
- Ngũ Đài sơn (五台山), tỉnh Sơn Tây. Nơi đây, từ đời nhà Hán (25-220) đã có nhiều ngôi chùa được đục vào trong núi. Người ta tin rằng đây là nơi mà Văn Thù Bồ Tát đã hóa thân. Hiện nay, vẫn còn khoảng 47 ngôi chùa còn nguyên vẹn. Tổng cộng có đến hàng trăm ngàn tượng và hình Phật lớn nhỏ. Hai ngôi chùa cổ quan trọng nhất ở đây là Nanchan (1200 tuổi) và Foguang (được bắt đầu xây từ thế kỉ thứ 7).
- Cửu Hoa sơn (九華山 - nghĩa là "9 toà sen") -- tỉnh An Huy, nơi này theo truyền thuyết là chỗ mà Địa Tạng Vương Bồ Tát hóa thân. Chùa cổ nhất nơi đây là Huacheng.
- Phổ Đà sơn (普陀山) nằm trên đảo nhỏ gần Thượng Hải thuộc tỉnh Triết Giang, là nơi Quán Thế Âm Bồ Tát thị hiện. Hai chùa lớn là Pháp Vũ Thiền Tự và Phổ Tế Thiền Tự
- Động Đôn Hoàng (敦煌) tại tỉnh Cam Túc nằm trên con đường tơ lụa. Tại đây có vài chục thạch động mà bên trong được tạc tượng, vẽ tranh hay kinh văn Phật giáo bằng nghiều thứ tiếng mà đa phần là chữ Hán có từ thời Ngụy đến đời Tống.
Tên của một hang động chính là Mạc Cao (莫高窟) được nhà sư Nhạc Tôn (樂尊) tìm thấy và khởi đầu việc tạc tượng Phật nhằm ghi nhớ lại sự việc ông thấy ánh hào quang như của nghìn vị phật phát ra tại đó.
- Ngoài ra còn có động Long Môn (龍門石窟) tại tỉnh Hồ Nam và động Vân Cương (雲崗石窟) tại tỉnh Sơn Tây cũng có các kiến trúc hay nghệ thuật Phật giáo nổi tiếng.

### Iran
Trong thế kỷ qua, các nhà nghiên cứu Iran cho biết rằng có một số chuyện tiền thân Đức Phật (Jataka stories) từng được biết đến ở Iran dưới nhan đề là Pancatantra, được chuyển dịch sang tiếng Ba Tư vào thế kỷ thứ 6 theo chiếu chỉ của vua Khusru, và được dịch sang tiếng Ả Rập và tiếng Syria vào thế kỷ thứ 8, dưới tựa đề là Kalilag va Damnag. Bản dịch tiếng Ba Tư này về sau lại được chuyển ngữ sang tiếng Hy Lạp, tiếng La Mã và tiếng Do Thái. Đến thế kỷ thứ 8, quyển sách Cuộc đời của Đức Phật (The Life of Lord Buddha) được ông John dịch sang tiếng Hy Lạp, tác phẩm rất được phổ biến ở các nước Trung Đông thời bấy giờ. Theo ông Rashid al-Dìn, một nhà sử học sống vào thế kỷ 13, ghi nhận rằng có ít nhất mười một bộ Kinh Phật được chuyển ngữ và lưu hành rộng khắp trên đất nước Ba Tư vào thời đó, trong số này có kinh Vô Lượng Thọ (Sukhavati- Vyuha sutra) và kinh Đại Thừa Trang Nghiêm Bảo Vương (Karanda-vyuha) được ghi nhận còn hiện hữu cho tới ngày nay. Gần đây, người ta còn tìm thấy thêm một số Kinh như Tương Ưng Bộ kinh (Samyutta Nikaya), Tăng Chi Bộ kinh (Anguttara Nikaya) và Thọ Ký Di Lặc kinh (MaitreyaVyakarana).
Mặc dù nền văn hóa của Iran và Ả Rập được xem là có ảnh hưởng qua một số mẫu chuyện tiền thân của Đức Phật, nhưng cho đến nay vẫn chưa tìm thấy một bản dịch tiếng Ba Tư, Ả Rập hay ngôn ngữ Trung Đông nào khác. Sự ảnh hưởng của Phật giáo trên nền văn học Ba Tư mà hiện tại chúng ta thấy qua những tác phẩm của những nhà sử học, địa lý học và đặc biệt là nhân học chỉ là những từ ngữ Phật giáo như al Budd (Đức Phật), al Budasf (Bồ tát), v.v... Trong văn chương của Ba Tư, đặc biệt ở phía Đông Ba Tư, thường miêu tả những hình ảnh và biến cố của PG từ những ngôi chùa ở vùng Merv và Balkh. Về kiến thức nghi lễ của Phật giáo có liên hệ với một bảo tháp ở Balkh được thuật lại bởi nhà sử học Ba Tư Ibn al-Faqih vào thế kỷ 10 và sử gia người Syria, ông Yaqut, vào thế kỷ 13. Về mặt hiểu biết Phật giáo của người Ba Tư còn rất thô thiển và hạn chế, vì nó phải lệ thuộc vào sự thịnh suy của Phật giáo tại các nước Trung Á và Afghanistan, mặt khác, sự tàn lụi của Phật giáo tại Ấn Độ theo sau cuộc tấn công khốc liệt của đội quân Hồi giáo, cũng ảnh hưởng đến sự phát triển Phật giáo của các quốc gia lân cận.
Phật giáo tại Iran được ghi nhận là phát triển và phổ biến trong hai thời kỳ, thứ nhất là đầu thế kỷ thứ 3 kéo dài đến thế kỷ thứ 7 khi gặp sự tấn công của phong trào Hồi giáo; thứ hai, Phật giáo lại một lần nữa được phục hưng bởi sự chinh phục Ba Tư của người Mông Cổ vào đầu thế kỷ 13.
Về con đường truyền bá Phật giáo vào Iran có thể là gắn liền với hai hướng như sau: Thứ nhất, con đường truyền giáo được khởi xướng vào triều đại của vua A Dục. Sử liệu ghi nhận rằng nhiều tăng sĩ đã được phái đến truyền pháp tại thành phố Bactria và Gandhara thuộc Afghanistan, nhờ vậy mà Phật giáo đã phát triển tại xứ sở này và cuối cùng tràn qua Khurasan, (một thành phố nằm về phía Đông Bắc của Iran ngày nay). Thứ hai, Phật giáo được truyền vào Iran qua ngã đường tơ lụa (silk route), con đường này nối liền Đông Tây, xuất phát từ vùng Đông và Tây Ấn, do các nhà buôn người Ấn khai phá để nối kết với các quốc gia có mối liên hệ về thương mại. Các nhánh mà con đường tơ lụa đi qua là Batria và Gandhara để đi tới vùng Địa Trung Hải và các nhà buôn PG đã có cơ hội để gieo rắc hạt giống Bồ Đề vào các nơi này. Sử liệu cũng ghi nhận rằng vào đầu thế kỷ thứ 2 trước CN, các nhà buôn Ấn thường dừng chân tại vịnh Ba Tư và Ả Rập, điều này giải thích tại sao các địa danh trong vùng này mang dấu vết của ngôn ngữ Ấn, như but hay hind (Ấn Độ) và bahàr, chữ Sanskrit là vihàra (tu viện Phật giáo).
Mặc dù Hỏa giáo (Zoroastrianism) là một đạo có ưu thế tại Iran, nhưng Phật giáo vẫn được truyền nhập và phổ biến, điều này được chứng minh bởi tiền đồng Phật giáo của Peroz, con trai của vua Ardahir I (226-41 sau CN), một người theo đạo Phật và Hỏa giáo. Tuy nhiên, vào thế kỷ thứ 3 cũng có một vài chứng cứ về việc Phật giáo gặp phải sự kháng cự của nhà cầm quyền. Ông Kartir, một vị tu sĩ uy tín của đạo Thờ Lửa, ghi lại trên bia đá rằng Phật giáo và một số tôn giáo khác tại vương quốc Sassanid đã bị đàn áp. Al-Bìrùnì, một sử gia Ba Tư ở vào thế kỷ 11 cũng khẳng định rằng Phật giáo đã bị áp lực trong thời kỳ này trước lúc Đạo Hồi (một tôn giáo lớn do nhà tiên tri Muhammad (570-632) sáng lập tại nước Ả Rập vào thế kỷ thứ 7 trước CN) truyền đến Iran.
Bằng chứng cụ thể về sự tồn tại của Phật giáo tại Iran ngày nay rất mỏng manh, hầu như không còn gì cả. Các hang đá nhân tạo rất công phu ở Chehelkhaneh và Haidari gần vịnh Ba Tư được xem như là những tu viện Phật giáo, được tạo dựng theo kiến trúc của Ấn Độ và Trung Á. Rủi thay, không có một bằng chứng rõ ràng nào còn tồn tại để xác minh sử liệu này. Truyền thuyết của Ba Tư kể rằng, trong hai thế kỷ thứ 8 và 9, tại Ba Tư có một hoàng tộc theo Phật giáo rất hùng mạnh mang tên là Barmakid ở thủ phủ Balkh. Nhiều tác giả người Ả Rập cũng thừa nhận điều này như là một đề tài truyền khẩu. Hoàng tộc này đã xây dựng và trông nom nhiều Tu viện Phật giáo Nawbahàr nằm rải rác ở đông bắc Iran. Không may thay, Hoàng tộc này đã bị sụp đổ theo sau cuộc thương thuyết bất thành với triều đình Abbasid đặt tại Baghdad. Sau đó, dường như hệ thống tu viện Nawbahàr đã bị tịch thu trước thời điểm Hồi giáo xâm lăng đến vùng này, vì khi người Hồi giáo đến thì hình bóng của Phật giáo không còn thấy ở đó nữa. Tiếp theo đó, những ngôi Tu viện Phật giáo Nawbahàr được chuyển sang làm thánh đường của Hồi giáo.
Thời kỳ Phật giáo được xem là phát triển tại Iran là vào đầu thế kỷ 13 khi Thành Cát Tư Hãn (Genghis Khan, 1162-1227) xâm lăng đất nước này vào năm 1218. Vị vua Mông Cổ này và các quần thần của ông đều là Phật tử, nên các vị là những nhà bảo hộ cho Phật giáo tại Ba Tư cho đến khi vua Ghazan Khan đổi theo Đạo Hồi vào năm 1295. Trong thời gian còn ủng hộ Phật giáo, các vua Mông Cổ đã có những dự án xây dựng chùa chiền một cách rất quy mô tại vương quốc Maragheh, (nằm phía đông bắc Iran) và nhiều nơi khác, nhưng kế hoạch này đã bị bãi bỏ theo lệnh của vua Ghazan, tiếp đó những ngôi chùa đã bị phá hủy hoặc chuyển qua làm Thánh đường Hồi giáo. Rất có thể những bằng chứng trong thời kỳ này có hai hang động nhân tạo ở Chehelkhaneh và Haidari, cả hai nơi đều ở gần cố đô Mông Cổ Maragheh. Cả hai hang động rất nổi tiếng này đã được các họa sĩ vẽ lại bằng tranh màu nước để trang trí trong những thánh đường Hồi giáo. Những nỗ lực sau này của vua Mông Cổ Uldjaitu (1305-16) bỏ Đạo Hồi và trở về với Phật giáo để phục hưng lại Phật giáo ở Ba Tư, nhưng tiếc thay, Phật giáo đã biến mất tại xứ sở này vào hậu bán thế kỷ 14.
Ngày nay, hình ảnh của Phật giáo tại Iran, còn chăng chỉ là những lá cờ được trang hoàng trên những ngôi tháp ở tại thành phố Kavkaz, mà người ta tin rằng nó có thể là những ảnh hưởng còn sót lại của người Mông Cổ trên xứ sở Trung Đông này.

### Việt Nam

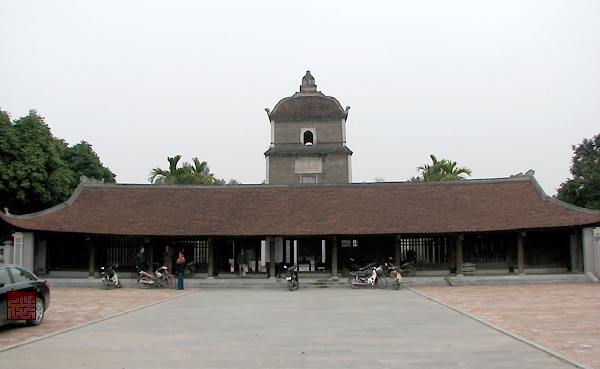
Chùa Dâu, ngôi chùa Phật giáo đầu tiên được xây dựng tại Việt Nam

Phật giáo được truyền đến Việt Nam cách nay khoảng 2000 năm,do nhà sư người Ấn Độ là Mahajivaka (Ma Ha Kỳ Vực) truyền bá đạo Phật vào Việt Nam năm 188 trước Công Nguyên. Có nhiều bằng chứng cho thấy Phật giáo du nhập vào Việt Nam tại thời điểm trước sau công lịch xê dịch một, hai thế kỉ. Đây cũng là lúc mà văn minh Trung Hoa phát huy ảnh hưởng tại các quốc gia lân cận theo cách thức vừa cưỡng bức vừa tự giác. Vì vậy, tuy có thể được coi là xứ sở tiếp nhận Phật giáo sớm hơn, là nguồn cung cấp tu sĩ và kinh sách đầu tiên cho Trung Quốc, nhưng Việt Nam lại chịu một sự truyền giáo ngược khi các văn bản kinh sách bằng chữ Hán được truyền vào từ Trung Hoa. Việt Nam, cũng như các nước lân bang, khó tránh khỏi ảnh hưởng về văn hóa và truyền thống tôn giáo đó.
Thiền Uyển Tập Anh ghi nhận cuộc đàm luận giữa thiền sư Thông Biện và Thái Hậu Phù Thánh Linh Nhân (Ỷ Lan) (khi bà hỏi về nguồn gốc Đạo Phật Việt Nam vào dịp các cao tăng trong nước tập hợp tại chùa Khai Quốc (nay là chùa Trấn Quốc - Hà Nội) vào ngày rằm tháng 2 năm 1096) Thông Biện dẫn chứng lời pháp sư Đàm Thiên (542-607 TL) đối thoại với Tùy Cao Đế (541-604): "Một phương Giao Châu, đường sang Thiên Trúc, Phật pháp lúc mới tới, thì Giang Đông (Trung Hoa) chưa có, mà Luy Lâu lại dựng chùa hơn 20 ngôi, độ tăng hơn 40 người, dịch kinh được 15 quyển, vì nó có trước vậy, vào lúc ấy thì đã có Khâu Đà La, Ma Ha Kỳ Vực, Khương Tăng Hội, Chi Cương Lương, Mâu Bác tại đó".
Việt Nam cũng đã trải qua rất nhiều cuộc chiến tranh với ngoại bang và nội chiến. Hệ quả tất yếu là hầu hết các công trình kiến trúc đặc sắc nói chung, và Phật giáo nói riêng, bị huỷ hoại phần lớn. Chưa kể ngay cả trong thời bình các phù điêu tượng khắc hay nghệ thuật cổ Phật giáo Việt Nam cũng đã bị thất thoát ra nước ngoài. Hiện tại các vùng còn lại những di chỉ quan trọng là:
- Bắc Ninh với trung tâm Phật giáo Luy Lâu (hay Liên Lâu). Đây là trung tâm Phật giáo lớn của quận Giao Chỉ vào thế kỉ thứ 1. Còn sót lại tại đây có:
  - Chùa Dâu, còn có tên là Diên Ứng, ở làng Dâu. Ngôi chùa cổ nhất Việt Nam hiện nay, được xây vào đầu thế kỷ thứ 3. Cuối thế kỷ thứ 4, Thiền sư Tỳ-ni-đa-lưu-chi đã thuyết pháp tại chùa này, lập nên thiền phái đầu tiên ở Việt Nam. Chùa được ông Mạc Đĩnh Chi dựng lại với quy mô lớn vào thế kỷ 14, và trùng tu nhiều lần ở các thế kỷ sau.
  - Chùa Bút Tháp, có từ đời vua Trần Thánh Tông (1258-1278), xây lại vào năm 1646-1647 tức là thời nhà Hậu Lê - thế kỷ 17. Chùa có tên nguyên thủy ghi trên bia dựng vào năm 1646 là "Ninh Phúc Tự". Theo Phật sử Việt Nam thì thiền sư Chuyết Chuyết, người để lại nhục thân không bị thối rữa cho đến ngày nay, đã trụ trì tại chùa này (viên tịch năm 1644).
  - Chùa Phật Tích, nằm trên sườn nam núi Phật Tích, được khởi công vào năm 1057. Qua các cuộc chiến tranh chùa này đã bị hư hại nhiều lần và được nhiều lần trùng tu. Theo các tin tức gần đây (năm 2004-2005) thì nhục thân của thiền sư Chuyết Chuyết được đặt tại chùa này.
- Ninh Bình: là kinh đô phát tích của 3 triều đại phong kiến đầu tiên Đinh - Lê - Lý, các triều đại này đều coi Phật giáo là quốc giáo nên ở khu vực quanh kinh đô Hoa Lư có rất nhiều chùa cổ được xây dựng từ thế kỷ X:
  - Chùa Nhất Trụ: Được xây dựng từ thời Tiền Lê, tại đây còn cột kinh quý khắc trên đá có liên đại hơn 1000 năm. Chùa là nơi tu hành và họp bàn việc nước của các nhà sư thế kỷ X như Pháp Thuận, Khuông Việt và Vạn Hạnh.
  - Chùa Bái Đính: Được xây dựng từ thời Lý, trên quê hương quốc sư Nguyễn Minh Không, hiện đây được coi là khu chùa lớn nhất Việt Nam.
  - Các chùa khác trong khu vực cố đô Hoa Lư còn tồn tại đến nay như chùa Am Tiên, chùa Thiên Tôn, chùa Kim Ngân, chùa Bà Ngô, chùa Duyên Ninh, chùa Bàn Long, chùa Đìa, chùa Tháp đều được xây dựng từ thời Đinh.
- Hà Nội: (Tên cũ Thăng Long) Là thủ đô lâu đời của nước Việt, Phật giáo đã từng là quốc giáo nên nơi này một thời lâu dài là trung tâm Phật giáo lớn. Các di chỉ Phật giáo còn lại đáng kể là:
  - Chùa Trấn Quốc, đây là ngôi chùa cổ nhất Hà Nội. Tương truyền chùa được xây vào đời Lý Nam Đế (544-548) với tên gọi "Khai Quốc". Sau này, tên chùa thay đổi nhiều lần như "An Quốc" thời Lê Thánh Tông (1434-1442), "Trấn Quốc" năm 1628, "Trấn Bắc" năm 1844 và nay chùa Trấn Quốc. Chùa cũng đã có nhiều đợt trùng tu. Kiến trúc còn giữ được đến nay là từ cuộc trùng tu của vua Gia Long năm 1815, chùa chiếm diện tích hơn 3000 mét vuông.
  - Chùa Báo Ân, xây thời nhà Trần, là một trong những trung tâm lớn nhất của Thiền phái Trúc Lâm, nơi vua Trần Nhân Tông, các thiền sư Pháp Loa và Huyền Quang đều đã từng trụ trì. Ngôi chùa từng tồn tại trong một thời gian dài, từ thế kỷ 8 đến thế kỷ 15. Đến nay Chùa Báo Ân ở Gia Lâm hiện chỉ còn trong quy mô rất nhỏ.
  - Chùa Một Cột, tức chùa Diên Hựu nằm giữa Hà Nội. Theo truyền thuyết, vua Lý Thái Tông (1028-1054) nằm mộng thấy Quan Thế Âm dắt vua lên tòa sen. Sau đó, Sư Thiền Tuệ khuyên vua xây chùa, dựng cột đá giữa ao, đặt tòa sen của Phật trên cột như đã thấy trong chiêm bao. Đó là vào năm 1049. Chùa Một Cột đã bị phá hủy và được trùng tu nhiều lần trong lịch sử. Đài hình vuông, chiều dài mỗi cạnh 3 mét, mái cong, dựng trên một cột cao 4 mét, đường kính 1,20 mét gồm 2 trụ đá ghép chồng lên nhau liền thành một khối.
  - Chùa Đậu. Tương truyền chùa có từ đầu công nguyên, nhưng theo văn bia ở chùa thì chùa được dựng từ đời nhà Lý, theo kiểu "Nội công ngoại quốc". Chùa còn lưu lại nhiều di vật và đồ thờ cổ có giá trị như đôi rồng đá, khánh, chuông... Đặc biệt, trong chùa có hai pho tượng là nhục thân của hai vị thiền sư Vũ Khắc Minh và Vũ Khắc Trường đã trụ trì chùa vào khoảng thế kỷ 17.
  - Chùa Thầy tọa lạc ở chân núi Sài Sơn. Chùa được dựng từ đời vua Lý Nhân Tông (1072-1128). Lúc đầu chùa chỉ là một thảo am nhỏ của thiền sư Từ Đạo Hạnh. Sau đó, được mở rộng ra. Chùa xây theo hình chữ "Tam" có ba lớp: Chùa Hạ, chùa Giữa, chùa Thượng. Lớp ngoài cùng là nơi tế lễ, lớp giữa thờ phật, lớp trong cùng thờ sư Từ Đạo Hạnh.
- Di chỉ văn hoá Óc-eo: Khu vực văn hoá Óc-eo trải rộng nhiều tỉnh miền Tây và Đông Nam bộ, các di chỉ khai quật được xác định là từ thế kỉ thứ 1 đến thế kỉ thứ 7. Trong số các di vật tìm thấy có nhiều tượng Phật gỗ chứng tỏ Phật giáo đã du nhập vào khu vực này từ rất sớm bằng đường biển.
- Quảng Ninh: Núi Yên tử thuộc tỉnh này đã là nơi Phát xuất của phái thiền Yên Tử. Nơi đây là một quần thể nhiều chùa trong đó có chùa Hoa Yên (tên cũ là Vân Yên - thế kỉ 13) nơi mà các tổ phái Yên Tử trụ trì. Ngôi tháp nổi trội nhất là Tháp Tổ, bằng đá, 6 tầng. Còn lại là các chùa Quỳnh Lâm, Long Động, Giải Oan, Bảo Sái, Một Mái và chùa Đồng là chùa cuối nằm trên đỉnh Yên Tử.

### Triều Tiên

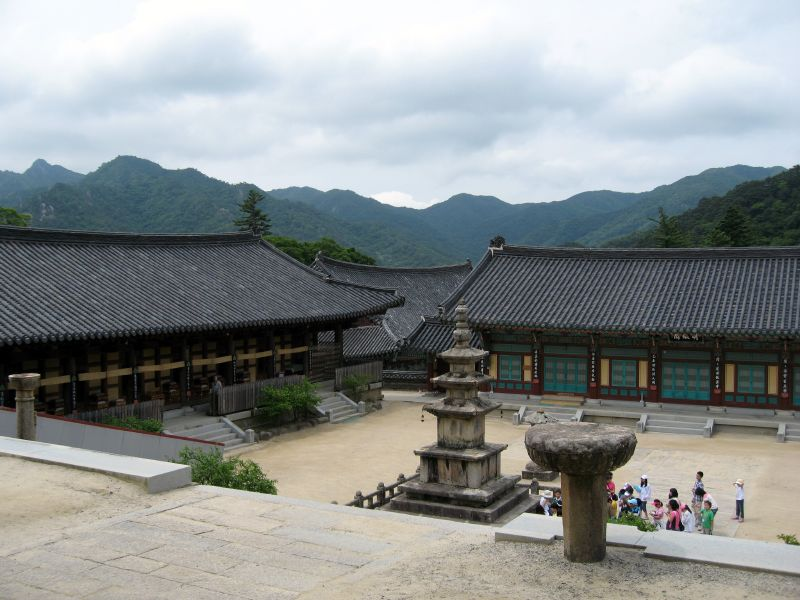
Chùa Haeinsa (Hải Ấn) nơi lưu giữ mộc bản Tam Tạng kinh Triều Tiên

Đạo Phật được truyền sang bán đảo Triều Tiên khoảng cuối thế kỷ thứ 4 (năm 372). Do lịch sử phát triển đặc thù, tại đây có mặt đủ các tông phái lớn Thượng tọa bộ, Đại thừa (kể cả Thiền tông) và Mật tông. Các di tích ở đây rất nhiều nhưng cũng bị tàn phá do chiến tranh hay do sự cấm đoán hoạt động như là dưới triều Joseon (1395-1910). Hơn nữa từ đầu thế kỷ 20 ở Cộng hòa Dân chủ Nhân dân Triều Tiên, do chính sách tiêu diệt tôn giáo, các công trình Phật giáo ở nơi này đã hoàn toàn bị hủy hoại. Nam Hàn ngày nay có khoảng 20% dân theo Phật giáo và có đến hàng chục ngàn chùa chiền. Do đó, rất khó để liệt kê hay đánh giá hết các công trình quan trọng ra. Ở đây chỉ hạn chế vài kiến trúc Phật giáo tiêu biểu.
- Nhóm chùa Tam Bảo bao gồm
  - Tongdosa: nằm trên đường nối hai thành phố Ulsan và Busan có từ giữa thế kỷ thứ 7 (năm 646). Đây là ngôi chùa quan trọng nhất ở bán đảo Triều Tiên được sư Jajang-yulsa khởi công. Chữ "Tongdosa" theo tiếng Triều Tiên có nghĩa là "vượt qua để giác ngộ" (Thông độ tự 통도사). Chùa có lưu giữ một số mảnh xương Phật (Xá Lợi Phật) trong ngôi tháp chính. Trước đây, nó đã từng có đến hàng trăm công trình xây dựng nhỏ và hàng ngàn sư cư ngụ. Sau đó, bộ phận lớn của chùa đã bị hủy hoại do quân Nhật trong thế chiến thứ 2, ngoại trừ toà tháp Daeungjeon. Lần cuối chùa được tu sửa là vào đầu thế kỷ 17. Người ta thường gọi đây là "chùa không Phật" vì nó không có bất kì tượng Phật nào ở các cửa ra trong tầng trệt. Đối với người Triều Tiên thì đây là "Bảo tự thứ nhất của Hàn Quốc" (Korea's first Jewel Temple) hay Phật Bảo tự.
  - Haeinsa: ở Đông Nam Daegu, xây năm 802, được gọi là Pháp Bảo tự (Dharma). Nơi này có chứa các bộ kinh điển Đại thừa (Mahayana ) gọi là "Triều Tiên Tam Bảo Kinh" (Tripitaka Koreana) nguyên vẹn nhất thế giới bao gồm 52 triệu Hán tự (chữ cái Trung Hoa) được khắc vào trong 81.258 khối gỗ và được làm vào thế kỷ thứ 13. Chùa là trung tâm chính của "Hoa Nghiêm Tông" (Avatamsaka hay Garland Sutra).
  - Songgwangsa: nằm về phía Đông Gwangju, ban đầu chỉ là một chùa nhỏ thời Silla. Đến cuối thế kỷ 12 thì được sư Chinul mở rộng ra thành trung tâm thiền và được người Triều Tiên mệnh danh là Tăng Bảo Tự. Chữ Songgwangsa có nghĩa là "thiền" (Tùng Quảng tự 송광사). Chùa có hơn 50 thiền đường cho tăng và 30 cho ni. Đây cũng là Trung tâm thiền quốc tế đầu tiên của Triều Tiên do thiền sư Kusan sáng lập.
- Bulguksa: Được xây vào năm 535 với tên gọi cũ là Hwaeombeomnyusa. Ngôi chùa nằm phía Đông Daegu trên núi Doham gồm hơn 80 toà nhà cùng với hai ngôi tháp đá lớn là Shakyamuni và Tabotap. Tại đây có chứa bản in cổ nhất thế giới là Tịnh Quang Đà La Ni kinh (Pure Light Dharani Sutra). Chữ Bulguksa có nghĩa là "Phật quốc tự" (불국사). Ngoài ra ở đây cũng có pho tượng phật thiền Seokguram có khoảng 1250 năm lịch sử. Chùa bị đốt năm 1592 bởi quân đội Hideyoshi Toyotomi. Ngôi chùa hiện tại trùng tu trên nền móng ngôi chùa cũ vào thập niên 1970.
- Ngoài các công trình Phật giáo kể trên, ở bán đảo Triều Tiên còn có các kiến trúc Phật giáo khác không phải là các ngôi chùa như:
  - Sinse-dong: tháp 7 tầng (xây vào khoảng thế kỷ thứ 7 đến thế kỷ thứ 10), nằm ở ngoại ô Andong, là ngôi tháp bằng đá lớn nhất của Triều tiên. Tháp cao 7,75 mét đưuợc trang trí theo cung cách 8 người bảo vệ của Phật giáo. Thân tháp làm bằng những viên đá xám cỡ 24x14x6 cm chiếm 7,75 mét vuông.
  - Tượng Phật Dược Sư (Gatbawi Buddha): được tạc vào thế kỷ thứ 9, nằm trên đỉnh núi Palgongsan (hay Gwanbong) ở Daegu. Điểm đặc biệt là tượng Phật có đội nón dạng bất thường dày khoảng 15 cm và trên tay có cầm một siêu thuốc chữa bệnh tượng trưng cho việc đẩy lui ma đạo. Pho tượng ngồi, cao khoảng 4 mét. Đây là một trung điểm du lịch vì cảnh trí đẹp. Để đến nơi du khách phải mất ít nhất 1 giờ leo bộ.

### Thái Lan

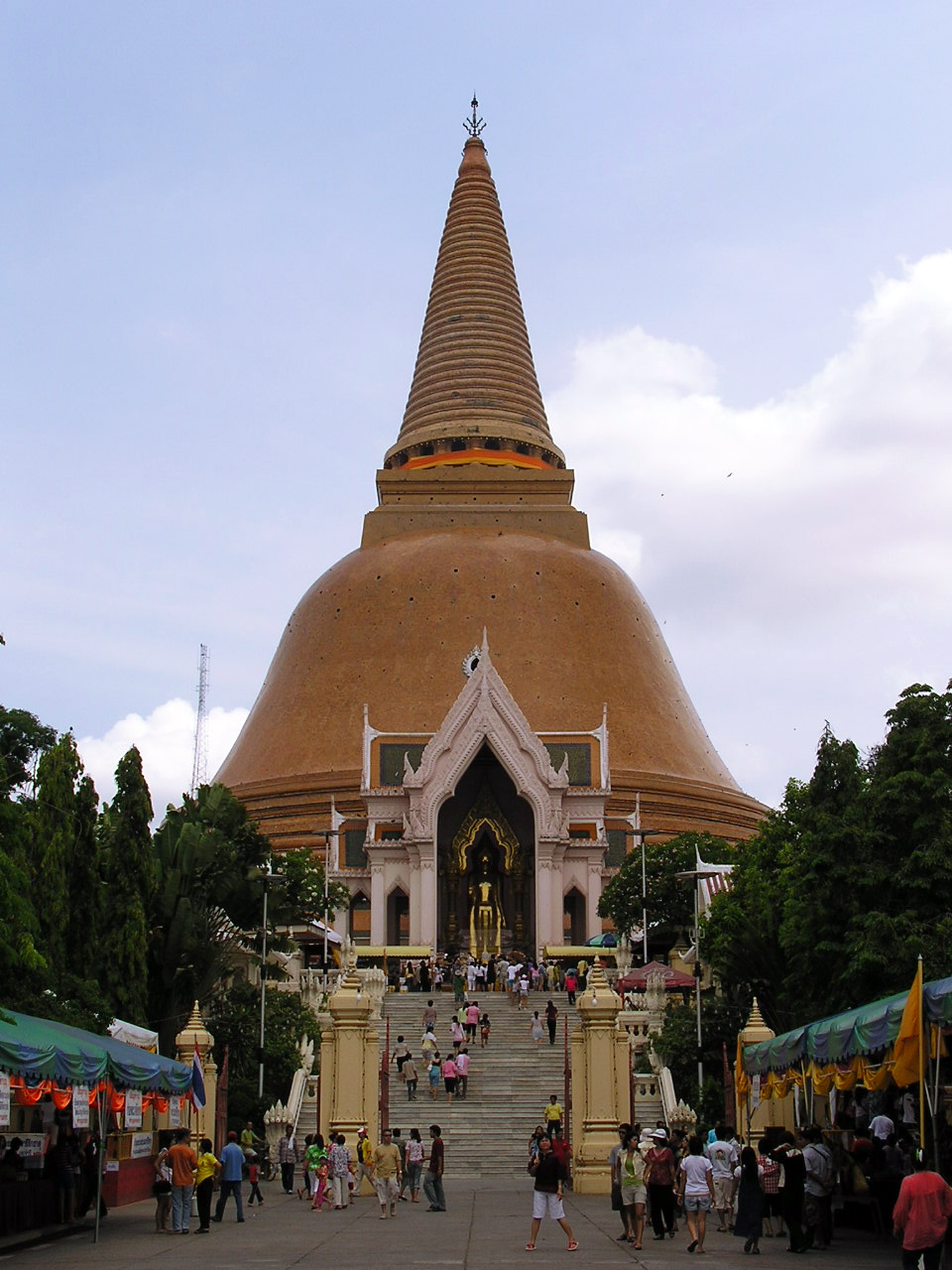
Tháp Phật giáo lớn nhất Phra Pathom, Nakhon Pathom, Thái

Nhiều người tin là Phật giáo đã truyền tới Thái Lan trong thời gian vua Asoka ở Ấn Độ đưa người đi truyền giáo vào thế kỷ thứ 3 TCN. Một cách chắc chắn thì Phật giáo và Ấn Độ giáo đã đến đây qua các ngõ giao thương đường biển hay qua các nước lân bang như Miến Điện và Campuchia vào thế kỷ thứ 6. Các di tích ở đây rất nhiều, nhưng đa số được xây sau thế kỉ 14. Những công trình hay trung tâm có giá trị lịch sử lớn bao gồm:
- Phra Pathom Chedi thuộc tỉnh Nakhon Pathom, 56 km phía Tây Bangkok. (Chữ chedi có nghĩa là "tháp"). Nakhon Pathon được xem là nơi xuất phát đạo Phật đầu tiên ở Thái Lan. Ngôi tháp Phra Pathom cao 120 m với đáy tròn bán kính 233,5 m. Tháp hiện nay đã được khởi công vào thời vua Mongkut Rama IV (1804-1868) trong vòng 17 năm, nhằm bao bọc cho một tháp nhỏ hơn được cho là có từ hơn 2000 năm tuổi. Đây là tháp lớn nhất thế giới.
- Wat Mahathat  (chữ wat có nghĩa là "đền" hay "chùa"). Đây là công trình kiến trúc tiêu biểu cho ảnh hưởng của văn hoá Khmer (giai đoạn nghệ thuật Tích Lan). Khu đền nằm ở trung tâm thành phố Ayutthaya, được xây dựng vào thời vương quốc Sukhothai, có tổng cộng hơn 200 ngôi tháp. Cứ mỗi ngôi tháp lớn dạng đài sen sẽ được vây quanh bởi 8 tháp nhỏ hơn. Đền này có lẽ xây vào năm 1374, nơi đây ngày trước được dùng để thờ mảnh xương Phật. Ngày nay thì tháp trung tâm đã bị đổ nát do thời gian.
 Ngoài ra, tại Ayutthaya còn có các đền thờ Phật nổi tiếng là Phra Si Sanphet (xây năm 1448 với 3 ngôi tháp hình chuông úp là biểu tượng cho Ayutthaya), Ratchaburana (xây vào thế kỉ 15), và Lokaya Sutha (chưa xác định chính xác niên đại).

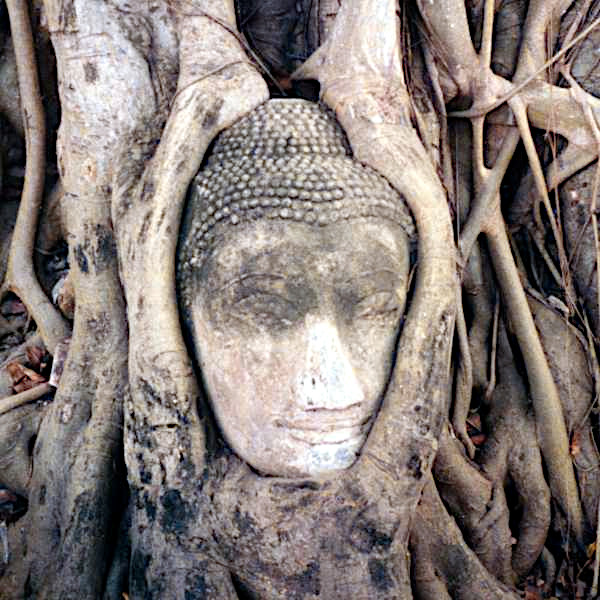
Tượng đầu Phật bị cây che phủ tại Wat Mahathat, Ayutthaya

- Trung tâm Phật giáo Haripuchai, ngày nay thuộc về thành phố Chiang Mai. Đây là trung Phật giáo lớn của Thái Lan khoảng 1000 năm trước. Hiện tại còn lại rất nhiều chùa tháp. Trong số đó, có tháp Wat Chiang Man dựng năm 1306. Đặc biệt, bên trong đền có một bức tranh Phật được cho là mang về từ Tích Lan 2000 năm trước đây và một tượng Phật bằng tinh thể (crystal) lấy về từ Lopburi có khoảng 1800 năm tuổi.
 Ngoài ra, trung tâm Haripuchai còn các đền Phật khác như là: Chedi Luang (xây năm 1391), Chet Yot (xây cuối thế kỷ 15), Doi Suthep (xây năm 1386), Phra Sing (xây năm 1345) và Wat Suan Dok (xây vào thế kỷ 16).

### Campuchia
Một số thuyết cho rằng đạo Phật đã du nhập vào xứ Campuchia vào thế kỉ thứ 3 TCN. Tuy nhiên, có thể đạo Phật đã du nhập cùng lúc với đạo Bà La Môn qua việc mở rộng giao thương với Ấn Độ sớm nhất là vào thế kỷ thứ 1 TCN. Nhưng lúc đó, trong suốt thời gian dài của vương quốc Phù Nam, đạo Bà La Môn đã hưng thịnh hơn đạo Phật. Đến thế kỷ 12, vua Jayavarman II đã cho xây dựng ngôi đền Hindu khổng lồ Angkor để thờ thần Vishnu. Đền này mở rộng thành Angkor Wat. Nhưng đến triều vua Jayavarman VII, trị vì từ 1181 đến 1215, Phật giáo đã gần như thay thế hoàn toàn vai trò của Ấn Độ giáo, Angkor Wat chuyển sang thờ Phật và vua Jayavarman VII đã xây nhiều đền thờ Phật khác trong thành Angkor Thom (ở gần Angkor Wat) mà nổi tiếng nhất đền Bayon.
Angkor Thom là một công trình Phật giáo lớn nhất ở Campuchia được xây vào cuối thế kỷ 12, nay thuộc về tỉnh Siem Reap. Nó có đặc điểm là chịu rất nhiều ảnh hưởng của kiến trúc Bà La Môn. Thành có hào nước bao bọc rộng 100 mét cặp theo bốn vách tường cao 8 mét làm thành một khu vực hình vuông mỗi cạnh khoảng 3 km theo các hướng chính. Các cổng lớn được trổ ngay trung điểm của các bức tường cho các hướng Tây, Nam và Bắc có các cầu bắc qua. Riêng hướng Đông có hai cổng vào. Các đường dẫn tới cổng vào có các dãy 54 hình tượng bằng đá.

### Nhật Bản

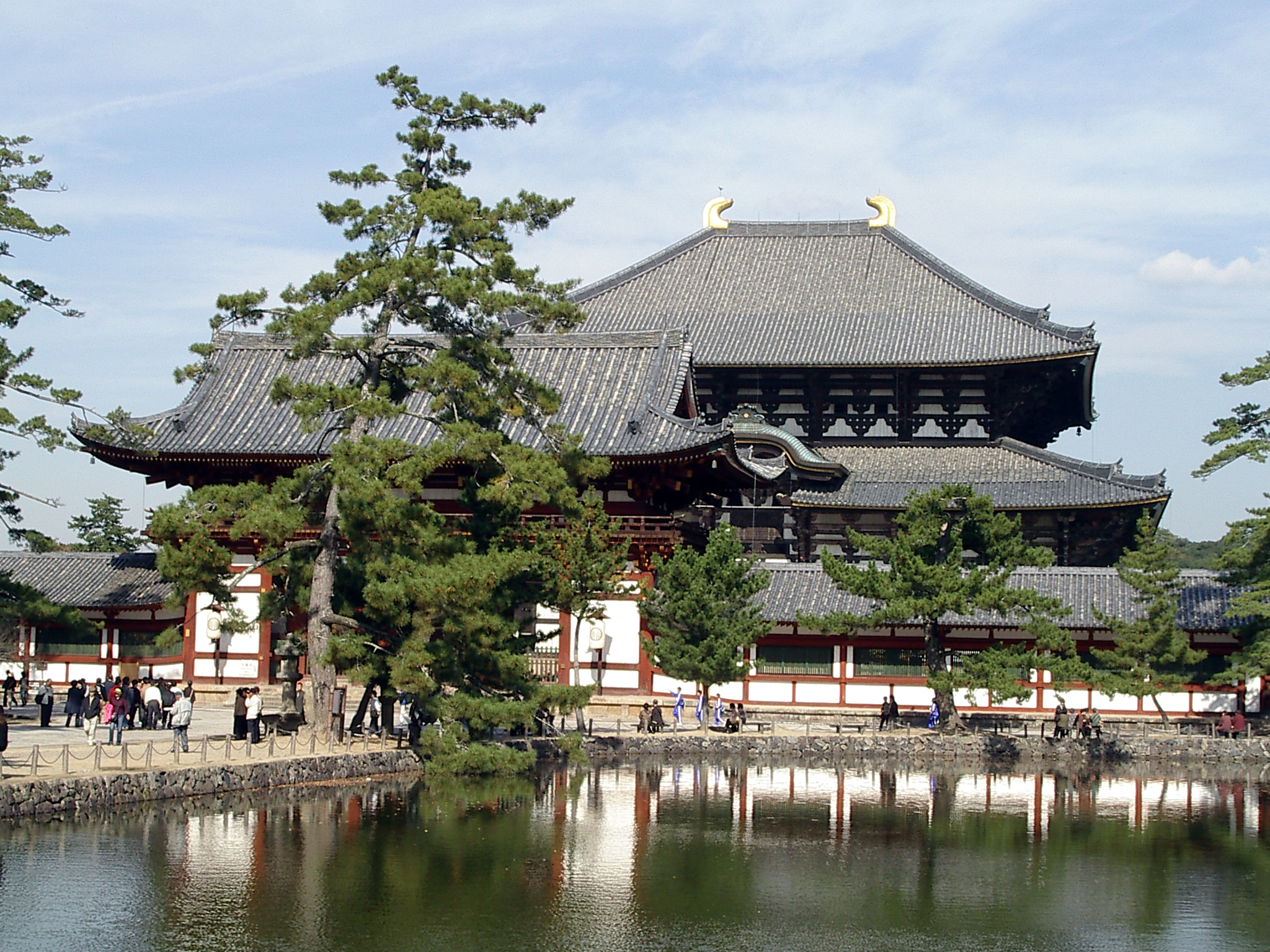
Chùa Todaiji, ngôi chùa bằng gỗ lớn nhất thế giới

Đạo Phật chính thức du nhập vào Nhật Bản từ thế kỉ thứ 6. Hai trung tâm Phật giáo tại đây là cố đô Nara, Kyoto, và Tokyo
- Nara nằm ở điểm cuối của con đường tơ lụa (the Silk Road) với các chùa:
  - Horyu-ji xây năm 607, đây là chùa cổ nhất bằng gỗ còn sót lại trên thế giới. Thiên tai đã hủy đi phiên bản đầu tiên của chùa. Nó được xây lại vào khoảng 710. Gian tháp chính của nó có đến 5 tầng.
  - Chùa Kokufuji xây năm 730, có tháp năm tầng bằng gỗ cao nhất nước Nhật (50 m), trùng tu năm 1426 và chùa Todaiji (760).
- Kyoto tập trung khá nhiều chùa cổ nhưng đa số xây từ thế kỷ 14 trở đi. Quan trọng là các chùa Kiyomizudera (dựng khoảng 798, trùng tu lại năm 1633), Ninnaji (xây năm 888, trùng tu nhiều từ thế kỷ 17 trở đi), Byodoin (1053) và chùa Ryoan-ji, dựng năm 1450, nổi tiếng với vườn sỏi kiến tạo do việc thực hành thiền, chùa Chionin của Tịnh Độ tông dựng năm 1234 nhưng phiên bản còn đến nay được xây từ thế kỉ 17.
- Tokyo với chùa quan trọng nhất là Sensoji (từ thế kỷ thứ 7), được xây dựng do việc 3 ngư phủ tìm thấy ảnh nhỏ của Quan Thế Âm Bồ Tát (Kannon) trong lưới của họ.

## Phật giáo ngày nay
- Theo số liệu thống kê của Adherents Lưu trữ ngày 26 tháng 12 năm 2018 tại Wayback Machine thì số người theo đạo Phật trên toàn thế giới là 376 triệu (vào năm 2005), chiếm khoảng 6% dân số thế giới.
- Cũng theo thống kê Adherents, 10 nước có đông người theo Phật giáo nhất là:
Trung Quốc 102.000.000 người
Nhật Bản 89.650.000 người
Thái Lan 55.480.000 người
Việt Nam hơn 45.000.000 người [9] 
Myanmar 41.610.000 người
Sri Lanka 12.540.000 người
Hàn Quốc 10.920.000 người
Đài Loan 9.150.000 người
Campuchia 9.130.000 người
Ấn Độ 7.000.000 người
- Đạo Phật ở các nước Tây phương:
  - Hoa Kỳ: Theo World Almanac năm 2004 có khoảng 2-3 triệu người theo đạo Phật. Đạo này đứng hàng thứ 5 ở đây. Tỉ lệ tăng số người theo đạo từ 1990 đến 2000 là 170%.
  - Theo Australian Bureau of Statistics của Úc thì số người theo đạo Phật có tỉ lệ tăng nhanh nhất nước này từ 1996 đến 2001 (hơn 150%). Năm 2002 có đến hơn 360.000 người theo Phật giáo.
  - Theo Pluralism Project Lưu trữ ngày 4 tháng 4 năm 2005 tại Wayback Machine thì trong năm 1997 ở Pháp có khoảng 650.000 và ở Anh có 180.000 tín đồ Phật giáo.

## Niên biểu lịch sử Phật giáo

Sự phát triển của Phật giáo thời vua Asoka

- 624-544 TCN: Thích Ca Mầu Ni (Siddhartha Gautama) đản sinh. Những nghiên cứu gần đây cho rằng Phật ra đời khoảng 563-483 TCN. Do đó, thời gian tính trong 500 năm đầu kể từ khi ra đời của Phật giáo sẽ không được chính xác, sự kiện chỉ ghi lại khoảng chừng.
- 528 TCN: Thích Ca giác ngộ (ở tuổi 35) và thuyết pháp trong khoảng 49 năm.
- 483 TCN: Thích Ca nhập niết bàn
- 483 TCN: Hội nghị kết tập kinh điển lần I ở Rajaghgraha khoảng 500 A-la-hán, do Mahakassapa chủ trì nhằm góp nhặt lại các bài giảng của Thích Ca. Hình thành Giới tạng và Kinh tạng.
- Khoảng 443-379 TCN: Hội nghị kết tập kinh điển lần II ở Vesali, bàn về một số điểm dị biệt trong giới luật đã nảy sinh.
- 297 TCN: Vua Asoka (274-236 TCN) cải đạo sang Phật giáo; đạo Phật phát triển thành một quốc giáo và bắt đầu lan truyền ra ngoài Ấn Độ.
- 250 TCN (308 TCN?): Hội nghị kết tập lần thứ III dưới sự bảo trợ của vua Asoka ở Pataliputra, Ấn Độ. Chủ trì bởi Moggaliputta Tissa. Bàn thảo và ngăn ngừa sự phân hoá trong giáo pháp. Lần đầu tiên ra đời đủ Tam tạng kinh. Các nhà truyền giảng Phật giáo được vua Asoka gửi tới Tích Lan (Ceylon, nay là Sri Lanka), Kanara, Karnataka, Kashmir, vùng Hy Mã Lạp Sơn, Miến Điện (Burma, nay là Myanmar), Afghanistan, ngay cả đến Ai Cập, Macedonia và Cyrene.
- 240 TCN Tích Lan: Thành lập cộng đồng Thượng tọa bộ đầu tiên. Công chúa Sanghamitta, con vua Asoka, chiết nhánh thành công cây bồ đề nơi Phật thành đạo, về trồng tại Tích Lan.
- 94 TCN Tích Lan: Kỳ kết tập kinh điển lần thứ IV của Thượng tọa bộ ở mũi Aloka trong thành Malaya.
- Năm 35 Tích Lan: Hình thành sự phân phái giữa Mahavira và Abhayagiri Vihara ở Tích Lan.
- Năm 65 Trung Quốc: Di chỉ sớm nhất chứng tỏ Phật giáo thâm nhập vào Trung Hoa.
- Thế kỉ thứ 1: Kỳ kết tập lần kinh điển lần VI tại Jalandhar, Ấn Độ được vua Kaniska bảo trợ. Các nhà sư từ Tích Lan truyền Phật giáo Thượng tọa bộ đến Thái Lan và Miến Điện. Đạo Phật xuất hiện tại Việt Nam cùng ở thời điểm này.
- Cuối thế kỉ thứ nhất: Đạo Phật đến vương quốc Phù Nam, nay thuộc địa phận Campuchia.
- Thế kỉ thứ 2: Năm 200 ở Ấn Độ, Đại học Phật giáo ở Nalanda ra đời và trở thành trung tâm Phật học của thế giới hơn 1000 năm (có tài liệu cho rằng đại học này ra đời vào đầu thế kỉ thứ 5). Cùng thời gian này hình thành phái Đại Thừa bắt đầu tách ra từ Thượng tọa bộ.
- Nửa cuối thế kỉ thứ 2: Đạo sư Long Thọ thuyết giảng về tính không. (Thật sự tính không đã được Thích Ca giảng dạy cho A Nan Đà từ khi còn tại thế nhưng tới đạo sư Long Thọ thì khái niệm này được làm nổi bật lên và cũng định nghĩa rõ hơn về Đại thừa).
- Thế kỉ thứ 3: đạo Phật lan tới Ba Tư qua ngõ buôn bán.
- Năm 320: Phái Mật tông hình thành và phát triển ở Ấn Độ từ cơ sở Đại thừa.
- Thế kỉ thứ 4: Đạo sư Thế Thân làm nổi bật khái niệm "duy thức" và niệm Phật A Di Đà cho sự tái sinh miền Tịnh Độ. Tịnh Độ tông hình thành từ thời gian này. Ở Nepal hình thành sự tồn tại giữa hai đạo Phật giáo và Ấn Độ giáo.
- 334-416: Nhà sư Huệ Viễn mang Tịnh Độ tông vào Trung Hoa (Bạch Liên Hội).
- 372: Phật giáo thâm nhập đến bán đảo Triều Tiên.
- 390: Phái Pháp Hoa ra đời tại Trung Hoa.
- Thế kỉ thứ 5: Đại thừa du nhập vào Indonesia và Philippines.
- 499: Nhất Thiết Hữu Bộ Tông (Sarvàstivàdah) hình thành ở Ấn Độ. (Có tài liệu cho rằng Nhất thiết hữu bộ hình thành ngay sau lần Kết tập Kinh điển thứ II.)
- 526: Bồ Đề Đạt Ma từ Ấn Độ đến Trung Hoa. Ông là sơ tổ của Thiền tông và tổ sư của phái võ Thiếu Lâm.
- 552: Đạo Phật đến Nhật Bản và trở thành quốc giáo.
- Thế kỉ thứ 6: Thiên Thai tông được sư Trí Giả (Chih-I)thành lập.
- 641: Đạo Phật du nhập vào Tây Tạng.
- Nửa sau thế kỉ thứ 7: Sư Pháp Tạng thành lập phái Hoa Nghiêm.
- Cùng trong cuối thế kỉ thứ 7: Thiền sư Huệ Năng phát triển mạnh Thiền tông ở Trung Hoa. Trong khi đó, ở Kashmir và Tây Tạng, Mật tông phát triển mạnh.
- Từ năm 713: Nhiều Thiền phái hình thành trong đó có Lâm Tế tông với khái niệm đốn ngộ và công án (koan), Tào Động tông.
- Thế kỉ thứ 8: Cổ Mật tông ra đời tại Tây Tạng.
- Thế kỉ thứ 9: Chân Ngôn tông (Shigon) ra đời ở Nhật từ đạo sư Kukai.
- Từ giữa thế kỉ thứ 9: Angkor Wat được xây dựng ở vương quốc Khmer. Đạo Lão phát triển mạnh làm ảnh hưởng nhiều đến đạo Phật. Trong khi đó, đạo Hồi đã bắt đầu thay thế cho đạo Phật ở nhiều nơi.
- Thế kỉ 11 tới thế kỉ 13: Ở Ấn Độ, đạo Hồi đã thâm nhập mạnh; những người cực đoan đã tiêu hủy nhiều kiến trúc cũng như các tổ chức Phật giáo. Năm 1193 họ chiếm Magahda, tàn phá các công trình và các đại học Phật giáo như Nalanda và Vikramasila.
- Thế kỉ 13: Đạo Phật phát triển nhiều tông phái ở Nhật đặc biệt là các phái Thiền tông (Tào Động tông và Lâm Tế tông) cũng như Tịnh Độ tông. Nhật Liên tông cũng ra đời tại đây do đạo sư Nichiren Daishi (1222-1282) sáng lập. Cũng trong giai đoạn này, Phật giáo Thượng tọa bộ du nhập tới Lào, Phật giáo Tây Tạng thâm nhập vào Mông Cổ.
- Thế kỉ 14: Gelugpa (phái Nón Vàng) được Tông-khách-ba đưa vào Tây Tạng.
- Thế kỉ 15: Sự ra đời của nhiều giáo phái Ấn Độ giáo đánh dấu sự suy tàn cuối của Phật giáo tại Nam Ấn. Ở Tây Tạng, dòng Dalai Lama (Đạt Lai Lạt Ma) bắt đầu.
- Thế kỉ 16: Bồ Đào Nha chiếm Tích Lan, đạo Phật không còn là quốc giáo và hầu như bị biến mất do hệ quả của các hành động phân biệt tôn giáo như phá hủy chùa chiền để dựng nhà thờ, hầu hết các sư sãi phải đào tị. Mãi cho đến thế kỉ 17, với ảnh hưởng của Hà Lan, đạo Phật bắt đầu du nhập lại nơi này từ Miến Điện. Cũng trong thời gian này, thiền phái Obaku được ra đời do đạo sư Ingen (1592-1673) sáng lập. (Tuy nhiên có tài liệu cho rằng Obaku được sư Ẩn Nguyên Long Khí - nguyên thuộc phái Lâm Tế - sáng lập từ 1654 tại Nhật.
- 1862: Lần đầu tiên Kinh Pháp cú (Dhammapada) được dịch ra tiếng Đức.
- 1871: Bắt đầu kỳ kết tập kinh điển lần thứ V ở thủ đô Miến Điện là Mandalay. Kinh điển Pali đã được khắc trên 729 phiến đá hoa cương.
- Cũng trong giữa sau thế kỉ 19, khi xuất hiện cộng đồng người Hoa tại Bắc Mỹ thì đạo Phật cũng thâm nhập vào đây và một phần của kinh Diệu Pháp Liên Hoa được dịch ra tiếng Anh.
- Năm 1905: Đạo sư Soyen Shaku là người đầu tiên dạy Thiền tại Bắc Mỹ.
- Từ năm 1920: Nhà nước cộng sản Mông Cổ công khai tìm cách dẹp bỏ tôn giáo, đặc biệt bắt đầu là đạo Phật tại Mông Cổ.
- 1950: Trung Quốc chiếm Tây Tạng, bắt đầu công việc đàn áp phá hủy các chùa chiền Phật giáo ở đây. Đến 1959 thì vị Dalai Lama của Tây Tạng phải tị nạn tại Ấn Độ và Phật giáo Tây Tạng lại được phát triển mạnh ở các nước Tây phương. Sau đó Dalai Lama được giải Nobel hoà bình năm 1989.
- 1954: Hội nghị kết tập kinh lần thứ VI tại Miến Điện ở Yangon.
- 1956: Tiến sĩ Bhimrao Ramji Ambedkar vận động phong trào khuyến khích người Dalit thuộc đẳng cấp tiện dân, ngoại cấp theo Đạo Phật, phục hồi Phật giáo tại Ấn Độ.
- 1966: Tu viện Thượng tọa bộ đầu tiên xây dựng ở Hoa Kỳ.

### Tiếng Việt
- Các hang thờ Phật nổi tiếng trên thế giới -Văn Hưng Lưu trữ ngày 14 tháng 4 năm 2005 tại Wayback Machine
- Những Thánh Địa Phật giáo tại Ấn Độ -Thích nữ Minh Tâm dịch
- TINH HOA và SỰ PHÁT TRIỂN của ĐẠO PHẬT - Edward Conze Lưu trữ ngày 24 tháng 4 năm 2005 tại Wayback Machine
- Sơ lược lịch sử hình thành và phát triển các tông phái Phật giáo Trung Quốc -- Thích Tâm Khanh
- LỊCH SỬ KẾT TẬP PHÁP TẠNG LẦN THỨ V - VI - Thích Phước Sơn Lưu trữ ngày 21 tháng 10 năm 2004 tại Wayback Machine
- Phật giáo và Văn Hóa Ấn Độ --Dr. Bimlendra Kumar

### Tiếng Anh
- The History of Buddhism -- Dr. C. George Boeree -- Shippensburg University
- History of Buddhism của trang about Lưu trữ ngày 18 tháng 9 năm 2005 tại Wayback Machine
- Buddhism Timeline Lưu trữ ngày 8 tháng 4 năm 2005 tại Wayback Machine
- Dictionary of the History of Ideas Lưu trữ ngày 4 tháng 4 năm 2005 tại Wayback Machine
- Timeline of Buddhist history
- The Buddhist Hand Book - A Complete Guide to Buddhist Schools, Teaching, Practice, and History. John Snelling. Barnes & Nobles. 1998. ISBN 0-7607-1028-7
- Buddhism and Hinduism Lưu trữ ngày 27 tháng 7 năm 2005 tại Wayback Machine
- Historical Sketch of Buddhism and Islam in Afghanistan
- Sacred Island - A Buddhist Pilgrim's Guide to Sri Lanka
- Buddhism and Its Spread Along the Silk Road
- History of the Shaolin Temples Lưu trữ ngày 12 tháng 5 năm 2008 tại Wayback Machine
- Travel China Guide
- Pagan, Myanmar Lưu trữ ngày 9 tháng 2 năm 2006 tại Wayback Machine
- Bagan (Pagan) Lưu trữ ngày 14 tháng 4 năm 2005 tại Wayback Machine
- Buddhism in Myanmar A Short History - Roger Bischoff
- Myanmar travel information
- Korean Buddhism Lưu trữ ngày 4 tháng 4 năm 2005 tại Wayback Machine
- Survey of Korean Buddhism and Temples - Brian Barry Lưu trữ ngày 8 tháng 3 năm 2005 tại Wayback Machine
- Asian Historical Architecture
- The Buddhist World
- HISTORY OF BUDDHISM IN KINGDOM OF CAMBODIA
- History of Cambodia
- Angkor History Lưu trữ ngày 29 tháng 7 năm 2005 tại Wayback Machine
- Angkor Thom